# Giżycko

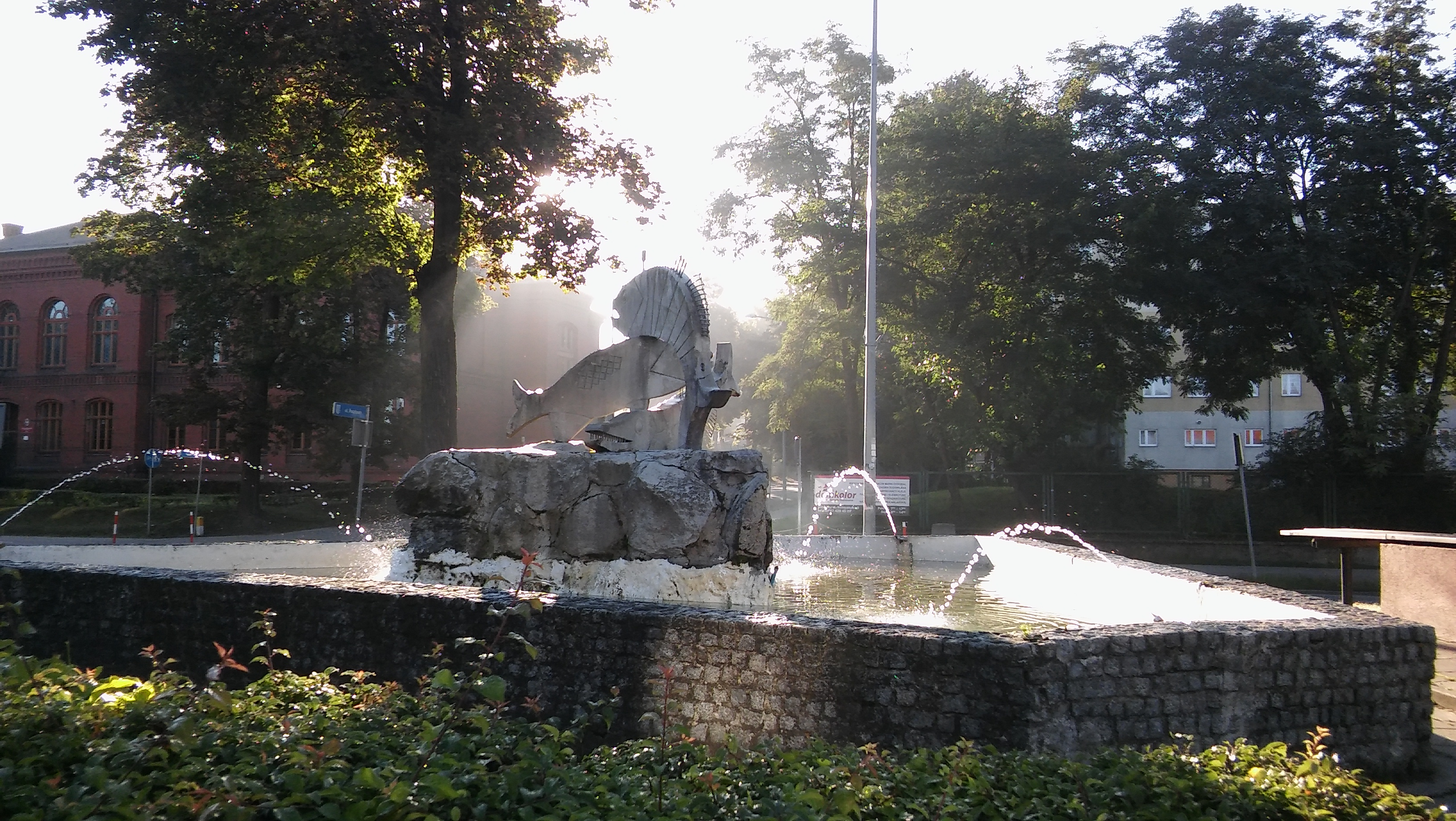

Giżycko (niem. Lötzen, pol. (dawniej) Łuczany, Lec, prus. Lēcai) – miasto w województwie warmińsko-mazurskim, siedziba powiatu giżyckiego i gminy wiejskiej Giżycko. Miasto jest położone pomiędzy jeziorami Kisajno i Niegocin.
Giżycko jest nazywane stolicą żeglarstwa w Polsce. Jest jednym z głównych portów na szlaku wielkich jezior mazurskich i jednym z polskich ośrodków turystycznych i wypoczynkowych.
Według danych GUS z 1 stycznia 2024 r. ludność Giżycka wynosiła 27 310 osób.
Giżycko uzyskało lokację miejską w 1612 roku.

## Położenie
Giżycko jest położone w centralnej części Pojezierza Mazurskiego w Krainie Wielkich Jezior Mazurskich. Pod względem administracyjnym położone jest we wschodniej części województwa warmińsko-mazurskiego, na północny wschód od Olsztyna. Z etnograficznego punktu widzenia Giżycko leży na Mazurach. Miasto jest siedzibą powiatu giżyckiego oraz gminy wiejskiej Giżycko.
Pod względem historycznym Giżycko leży na pograniczu dwóch średniowiecznych pruskich ziem, jego większa część położona jest na obszarze dawnej Jaćwieży (Sudowii), zaś południowo-zachodni fragment z zamkiem należy do Galindii. W latach 1954–1972 było siedzibą władz, ale nie należało do gromady Giżycko. Do 1975 miasto administracyjnie należało do województwa olsztyńskiego, a po zmianach w podziale administracyjnym miasto przyłączono do województwa suwalskiego.
Według danych z roku 2002 Giżycko ma obszar 13,87 km², w tym:
- użytki rolne: 14%
- użytki leśne: 7%

Północną i południowo-zachodnią część miasta pokrywa Obszar Chronionego Krajobrazu Krainy Wielkich Jezior.
Według danych z 1 stycznia 2011 powierzchnia miasta wynosiła 13,72 km². Miasto stanowi 1,24% powierzchni powiatu.

## Sąsiednie gminy
Giżycko (gmina wiejska).

## Geografia

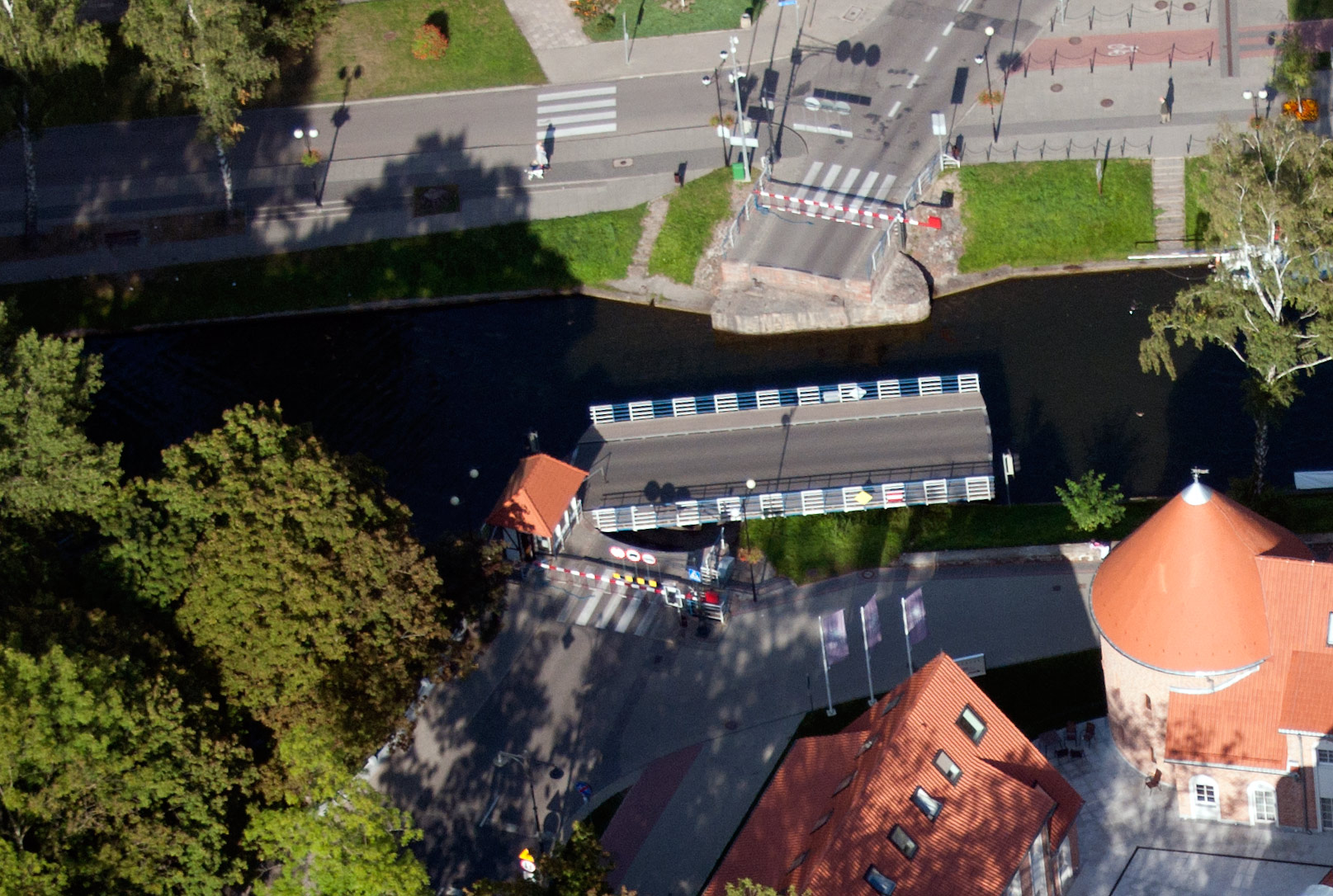
Most obrotowy na Kanale Giżyckim (Łuczańskim)

### Hydrografia
Miasto leży nad jeziorami Niegocin, Kisajno (południowa część kompleksu Mamr), Tajty i Wojsak. Niegocin i Kisajno (przez zatokę Tracz) połączone są Kanałem Giżyckim (Łuczańskim), a Niegocin łączy się Kanałem Niegocińskim z jeziorem Tajty i dalej kanałem Piękna Góra z Kisajnem. Część miasta położona jest na tzw. Wyspie Giżyckiej, przesmyku z każdej strony otoczonego jeziorami i kanałami.
Na obszarze miasta przebiega dział wodny pierwszego rzędu zlewni rzeki Wisły (dopływu Pisy) i Pregoły (dopływu Węgorapy). Przebiega on na północ od jeziora Niegocin, a od Giżycka wznosi się na północ. Wody kompleksu jezior połączonych systemem kanałów i położonych na południe od działu wód powierzchniowych odprowadzane są przez rzekę Pisę i Narew do Wisły.
W rejonie Giżycka na sieć hydrograficzną składa się także wiele cieków małopowierzchniowych jezior i terenów podmokłych, nie występują jednak większe rzeki. Na terenie samego miasta leżą w całości jeziora Popówka Wielka (połączona hydraulicznie z jeziorem Kisajno) oraz Popówka Mała. Wody w mieście zajmują 10 ha (0,7%) ogólnej powierzchni miasta.
Okolice Giżycka mają największą w Polsce liczbę jezior, ich udział w ogólnej powierzchni terenu wynosi 11,89% (23 986,6 ha).
W najbliższej okolicy Giżycka znajdują się jeziora:
| - Wilkasy, - Boczne. - Niałk, - Grajewko, - Rudzkie, - Dobskie, - Dejguny, - Kąpskie, - Upałckie Duże, - Upałckie Małe, - Tryd, - Skarż Wielki, - Kruklin. |

### Części miasta
- śródmieście
- osiedle Wilanów

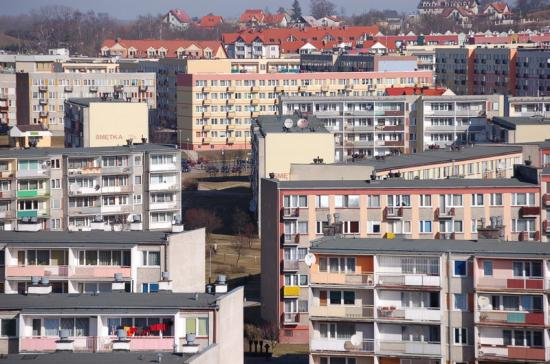
Giżyckie osiedle

- osiedle bloków wielorodzinnych „Mamry” (ul. Daszyńskiego, Kazimierza Wielkiego, Kombatantów, Królowej Jadwigi, Osiedle XXX-lecia, Smętka, Staszica, Wodociągowa)
- osiedle bloków wielorodzinnych „Polamowiec” (ul. Koszarowa, Nowowiejska)
- osiedle bloków wielorodzinnych „Wodna” (ul. Olsztyńska, Owsiana)
- osiedle domów jednorodzinnych „Słowiańska” (ul. Białostocka, Gdańska, Przejściowa, Słowiańska, Zielona)
- Wyspa Giżycka, w tym:
  - osiedle Kajki (Stary Dwór) (ul. Bema, Kajki, Konopnickiej, Orlicz-Dreszera, Reja, Słowackiego, Struga, Tuwima)
  - osiedle wojskowe (aleja Wojska Polskiego, ul. Moniuszki)
  - Wzgórze Świętego Brunona (ul. św. Brunona)
  - twierdza Boyen (ul. Turystyczna)
- dzielnica przemysłowo-składowa (ul. Szarych Szeregów, Sybiraków, Trocka, Warmińska, Wileńska)

## Toponimia
Od momentu powstania zamku w XV wieku do połowy 1945 miasto nosiło w języku niemieckim nazwę Lötzen (w mniej lub bardziej podobnej formie), oraz wśród ludności polskojęzycznej w tym także Mazurów Lec, a wcześniej prawdopodobnie Liecz. W nauce nie ma pewności co do pochodzenia etnicznego a także etymologii tych nazw. Najprawdopodobniej jest to zniekształcona starsza nazwa pruska. Ludność napływająca tutaj pod koniec II wojny światowej używała początkowo tej starej polskiej nazwy, która następnie wyewoluowała w Łoczany (co było jeszcze XIX-wiecznym spolszczeniem niemieckiej nazwy), a następnie Łuczany. Nowym mieszkańcom nazwa się spodobała. Pomimo tego Komisja Ustalania Nazw Miejscowości, uznając, że obecnie używane nazwy i tak kojarzą się z nazewnictwem niemieckim, podjęła decyzję, aby miastu nadać nazwę Giżycko na cześć Gustawa Gizewiusza (którego nazwisko rodowe brzmiało Giżycki). Sam patron z miejscowością miał mało wspólnego, a urodził się w Johannisburgu, czyli dzisiejszym Piszu. Decyzja weszła w życie 19 maja 1946 i mimo usilnych żądań zarówno mieszkańców jak i samych lokalnych władz nie udało się jej zmienić, co ostatecznie potwierdzono 26 października.

### Ewolucja nazwy miasta na przestrzeni wieków
- 1335-1341 – Letzenburg
- 1340 – Lezcen
- lata 90. XIV w. – Letczenburg, Letczen
- przełom XIV/XV w. – Leczenburg, Leczin, Leczen
- poł. XV w. – Leicze, Leiczen
- 1475, 1507, 1524 – Loetzen
- 1481 – Lechtczen
- 1484 – Letzenn
- 1488, 1518 – Lötzen
- XVI-XVII w. – tzw. Wola Zamkowa, Nowa Wieś (Neuendorf) (nazwa osady przyzamkowej)
- 1506-1513, 1563, 1566 – Leczen
- ok. 1527 – Letzen, Lucenborgk
- 1567 – Leitz
- 1579, 1595, 1608, ok. 1663 – Letzen
- 1588 – Liecz (?)
- 1615 – Loyzen, Loytzen
- 1684 – Lözen, Loezen
- 1720 – Loeza
- 1726 – Loetza
- w dok. urzędowych XV – XVII w. – Lötzen, Loetzen, rzadziej Letzen
- do 1945 – Lötzen
- 1945-1946 – Łoczany, potem Łuczany
- od 19 maja 1946 – Giżycko

## Historia

### Początki
Oficjalna historia miasta nad Niegocinem rozpoczęła się w drugiej połowie XVI stulecia, gdy książę pruski Albrecht Fryderyk Hohenzollern-Ansbach wystawił pierwszy przywilej, podnoszący osadę nad jeziorem Löwentin (wówczas Niegocin, w zapisach w formie „Newotin”) do rangi miasta. Po dokumencie tym, który zawierał nadanie na prawie chełmińskim 35 włók ziemi i 4 włók lasu, nie licząc 4 włók pastora i 6 włók będących w posiadaniu trzech karczmarzy, zachował się jedynie strzęp bez daty. Natomiast historia osadnictwa na przesmyku w samym sercu Krainy Wielkich Jezior Mazurskich, w okolicach dzisiejszego Giżycka, jest znacznie starsza.
Najstarszy ślad działalności człowieka – róg renifera ze śladami obróbki krzemiennym narzędziem – wydobyto z warstw piasku datowanych na okres sprzed około 15 tysięcy lat nad jeziorem Popówka Mała. W okresie przełomu epoki brązu i epoki żelaza występowały tu już liczne osady lądowe i nawodne (budowane na wbitych w dno drewnianych palach lub na sztucznie usypanych wyspach), których tak duże skupiska w Europie można, poza Mazurami, wyróżnić jedynie na Wyspach Brytyjskich.
Pierwsze wzmianki pisane o tym obszarze znalazły się już w drugim stuleciu naszej ery w dziełach Tacyta i Ptolemeusza z Aleksandrii. W ten sposób na europejską arenę dziejów weszły bałtyjsko-pruskie plemiona Galindów, Sudinów i Bartów, których tereny osadnicze graniczyły ze sobą w okolicach linii Krainy Wielkich Jezior Mazurskich, znajdując się jednocześnie na trasie „bursztynowego szlaku”.

Mapa terytorium zamieszkiwanego przez plemiona pruskie w XIII w.

W latach 1277–1283 obszar Krainy Wielkich Jezior Mazurskich opanował zakon krzyżacki. Około 1340 na brzegu Kisajna nieco na zachód od ówczesnego przesmyku łączącego owo jezioro z jeziorem Tajty (dzisiejszy Kanał Piękna Góra) rycerze zakonni wznieśli gród obronny nazwany Letzenburg, jak zrobił to wielki mistrz Dytryk von Altenburg w dokumencie określającym podział ziem dawnej Galindii między Angirburg (czyli Węgorzewo) a Letzenburg, lub po prostu Letzen. Mimo doskonałych warunków obronnych ta budowla nie miała możliwości rozbudowy ani założenia osady podgrodowej z powodu braku miejsca. Jan Plastwich, twórca pierwszej kroniki warmińskiej podaje, że „nad wielkim jeziorem imieniem Nabentine, które jest na pół mili od tej strony Leiczen w stronę Litwy”(tzn. pół mili na wschód od Leiczen, czyli Letzenburg) miał swoją siedzibę król galindzki Ysegups. Mniej więcej w okolicach roku 1392 gród relokowano właśnie tam, gdzie prawdopodobnie miał swoją siedzibę, czyli nad brzeg rzeki łączącej Niegocin z Kisajnem (dzisiejszy Kanał Łuczański) w miejsce, gdzie stoi obecnie zamek. Zamek częściowo dotrwał do czasów współczesnych i został zaadaptowany na hotel. W XVIII w. okolice starego zamku na dzisiejszej Pięknej Górze nazywano Alt Lötzen lub Alt-Lötzischen Schanze, w języku polskim Stary Lec, natomiast w XIX w. Stari Zamek.

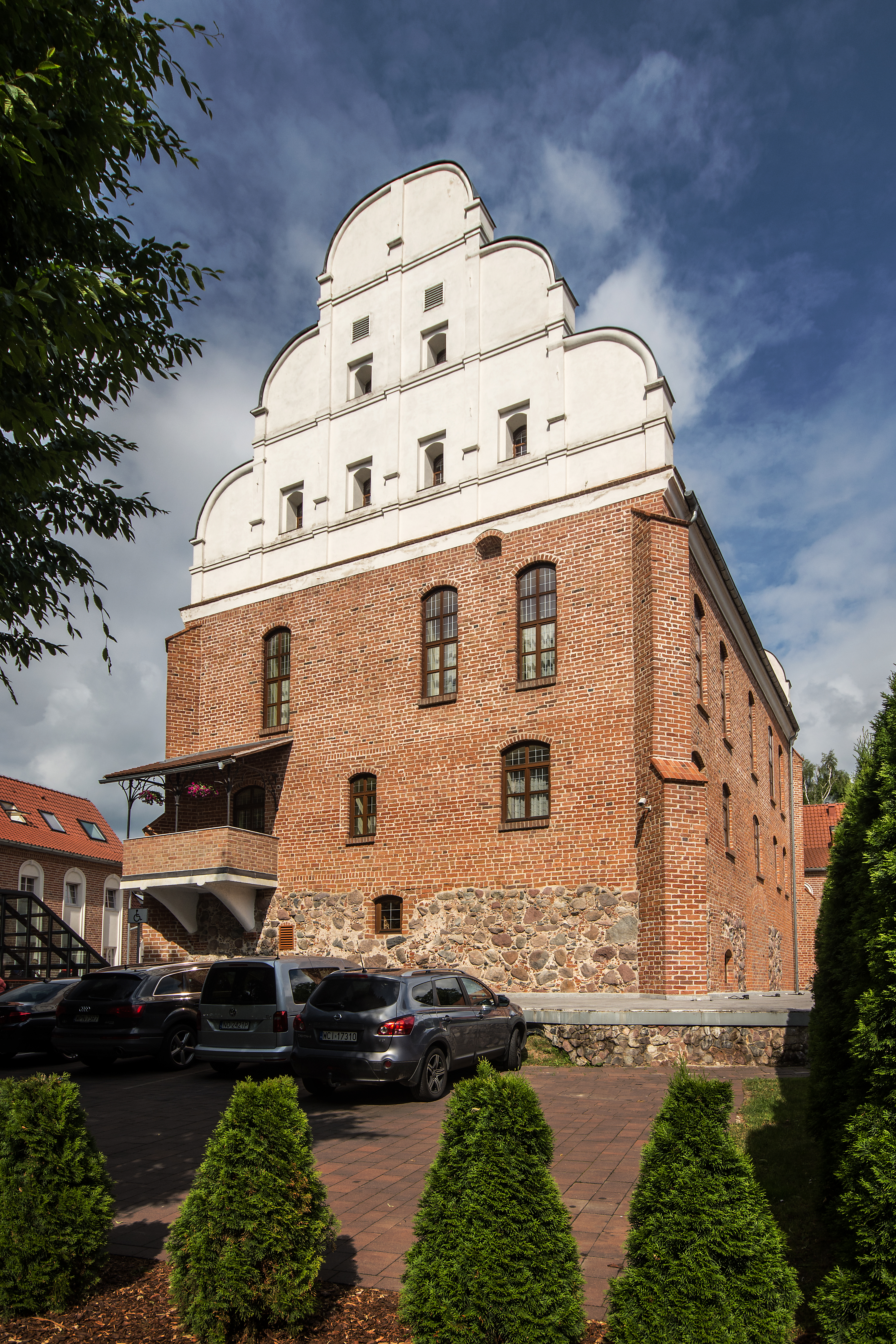
Zamek krzyżacki; zachowane, XVII-wieczne skrzydło

W połowie XV stulecia obok zamku zaczęła powstawać osada, założona przez osadników mazowieckich, zwana Nową Wsią. Mieszkańcy zobowiązani byli do daniny oraz innych powinności na rzecz zamku oraz do utrzymywania mostu na drodze przy Niegocinie. Z owych czasów zachował się wystawiony w 1475 dokument lokacyjny, zmieniający prawo magdeburskie, którym dotychczas rządziła się Nowa Wieś, na prawo chełmińskie, podpisany przez komtura z Pokarmina – Bernarda von Balzhofena.

### Lenno Królestwa Polskiego
Na mocy pokoju toruńskiego region z miastem stanowił część Królestwa Polskiego jako lenno we władaniu krzyżackim. W 1525 wielki mistrz Albrecht Hohenzollern sekularyzował zakon krzyżacki, przyjął protestantyzm i ustanowił w Prusach świeckie księstwo, związane zależnością lenną z Królestwem Polskim. Zamek Lötzen stał się siedzibą starostów książęcych. Starania Nowej Wsi o uzyskanie przywileju miejskiego zostały uwieńczone sukcesem na początku XVII stulecia. Został on wystawiony z datą 16 maja 1612 r. przez kancelarię elektora brandenburskiego – Jana Zygmunta Hohenzollerna, sprawującego w Prusach Książęcych władzę w imieniu chorego umysłowo księcia Albrechta Fryderyka.
Herb i pieczęć miejską nadano miastu, które od tej pory przejmowało nazwę zamku – Lötzen, przywilejem z 26 maja 1612. Pierwszym burmistrzem Lötzen został Paweł Rudzki. Rozpoczął się powolny rozwój miasta, któremu sprzyjało położenie w pobliżu najkrótszych dróg łączących Lwów, Warszawę i Wilno z portami morskimi Gdańska, Elbląga, Braniewa i Królewca.
W czasie potopu szwedzkiego po klęsce w bitwie pod Prostkami, gdzie posiłkujące Szwedów wojska pruskie uległy wojskom hetmana Wincentego Gosiewskiego, na Mazury wtargnęły wspierające Polaków oddziały litewskie i tatarskie. Gród nad Niegocinem Tatarzy zaatakowali 10 lutego 1657, puszczając całe miasto z dymem. Ocalały tylko zamek, ratusz i kościół. Miasto praktycznie przestało istnieć.

### W Królestwie Prus

Mapa Giżycka i okolic (około 1818 r.)

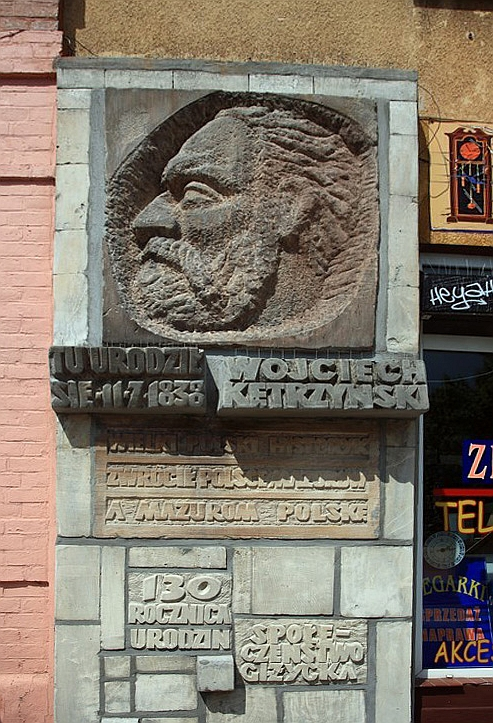
Tablica pamiątkowa w miejscu narodzin Wojciecha Kętrzyńskiego

Na mocy postanowień traktatów welawsko-bydgoskich z 1657 Polska utraciła zwierzchnictwo nad regionem i miasto odtąd było częścią państwa brandenbursko-pruskiego, przekształconego w 1701 w Królestwo Prus.
Rada miejska wystąpiła w 1690 z prośbą o zwolnienie grodu z podatków państwowych, ciężarów publicznych i zakwaterowań. Lötzen było wówczas najbiedniejszym miasteczkiem Prus Książęcych. W wyniku wielkiej epidemii dżumy w 1710 zmarła prawie cała ludność miasta.
W latach 1807–1812 Lötzen było drogą przemarszu wojsk rosyjskich i wojsk Napoleona. Od czerwca 1807 Lötzen zostało zajęte przez polskich ułanów i w mieście stacjonowały dwa polskie korpusy: generała Józefa Zajączka i Jana Henryka Dąbrowskiego.
Po wojnach napoleońskich przeprowadzono reformę administracji, która znosiła poddaństwo chłopów i zlikwidowano przymus cechowy. Dokonano także zmian w podziale terytorialnym Prus. Do 1820 siedzibą władz powiatowych był Ryn. Od tej pory starosta powiatowy zarządzał powierzonym sobie obszarem z zamku w Lötzen.
W kwietniu 1822 wybuchł największy pożar w dziejach miasta. Spłonęło niemal wszystko. Kilkakrotnie nawiedziła też miasto klęska głodu. W 1845 wizytującego Lötzen króla pruskiego Fryderyka Wilhelma IV powitano na granicy powiatu okrzykiem: „Chleba!”. Wstrząśnięty władca odpowiedział im po polsku. Był ostatnim Hohenzollernem władającym tym językiem.
W 1838 w mieście urodził się polski historyk, wieloletni dyrektor Ossolineum, Wojciech Kętrzyński.

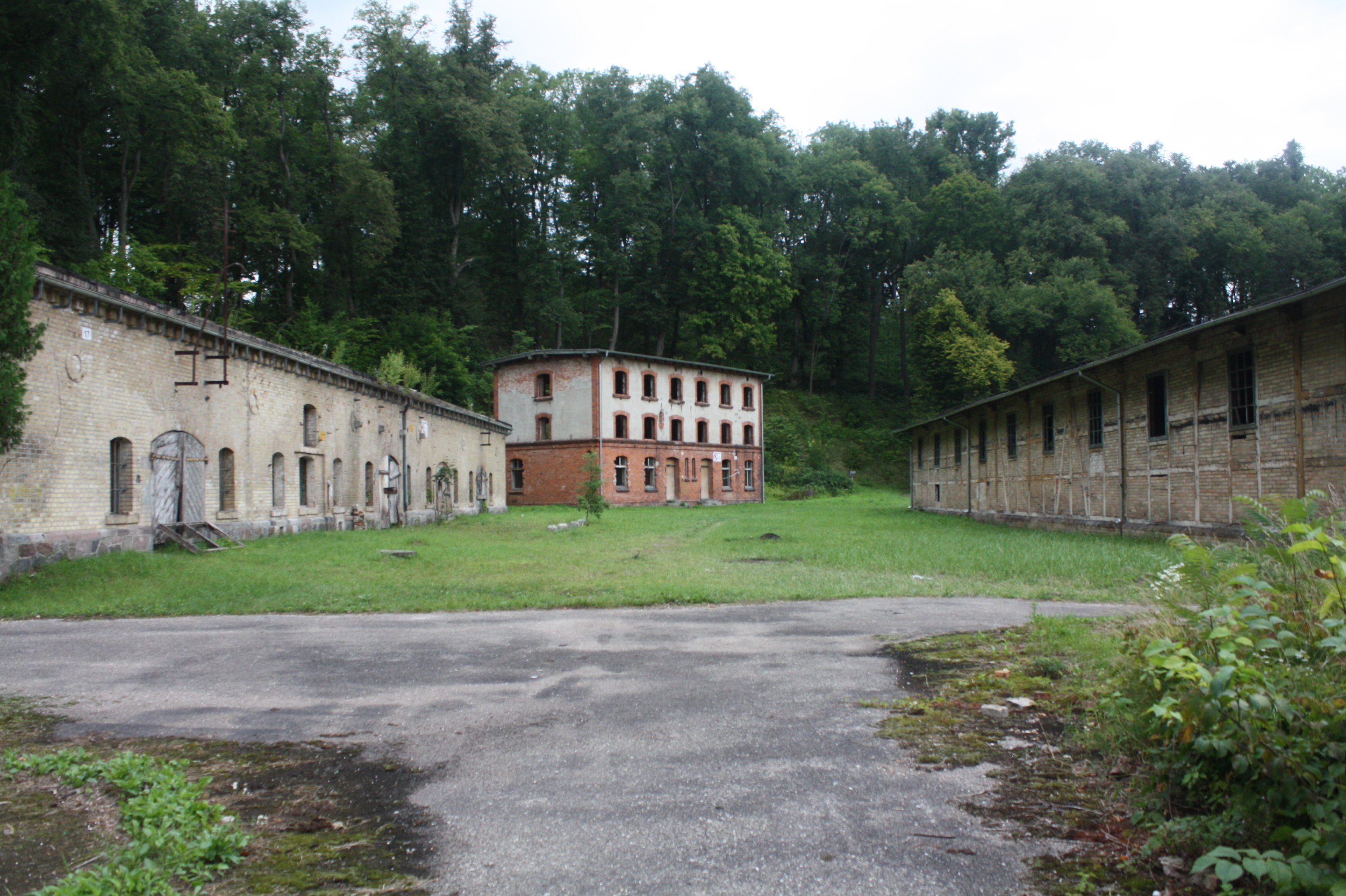
Fragment majdanu twierdzy Boyen

Druga połowa XIX stulecia przyniosła poprawę jakości życia mieszkańców Lötzen. W latach 1843–1851 przeprowadzono wielkie roboty publiczne przy budowie twierdzy im. Ludwiga Leopolda Hermanna von Boyena, pruskiego marszałka polnego i ministra wojny. W latach 1854–1857 wielkie jeziora mazurskie połączono siecią kanałów, umożliwiających regularną żeglugę. Powstała również gęsta sieć dróg bitych. Przez miasto przeprowadzono linię kolejową łączącą Prostki z Królewcem. Dynamicznie zaczęło rozwijać się szkolnictwo. Lötzen, za sprawą Marcina Gerssa stało się jednym z głównych ośrodków mazurskiego ruchu regionalnego.

### W II i III Rzeszy

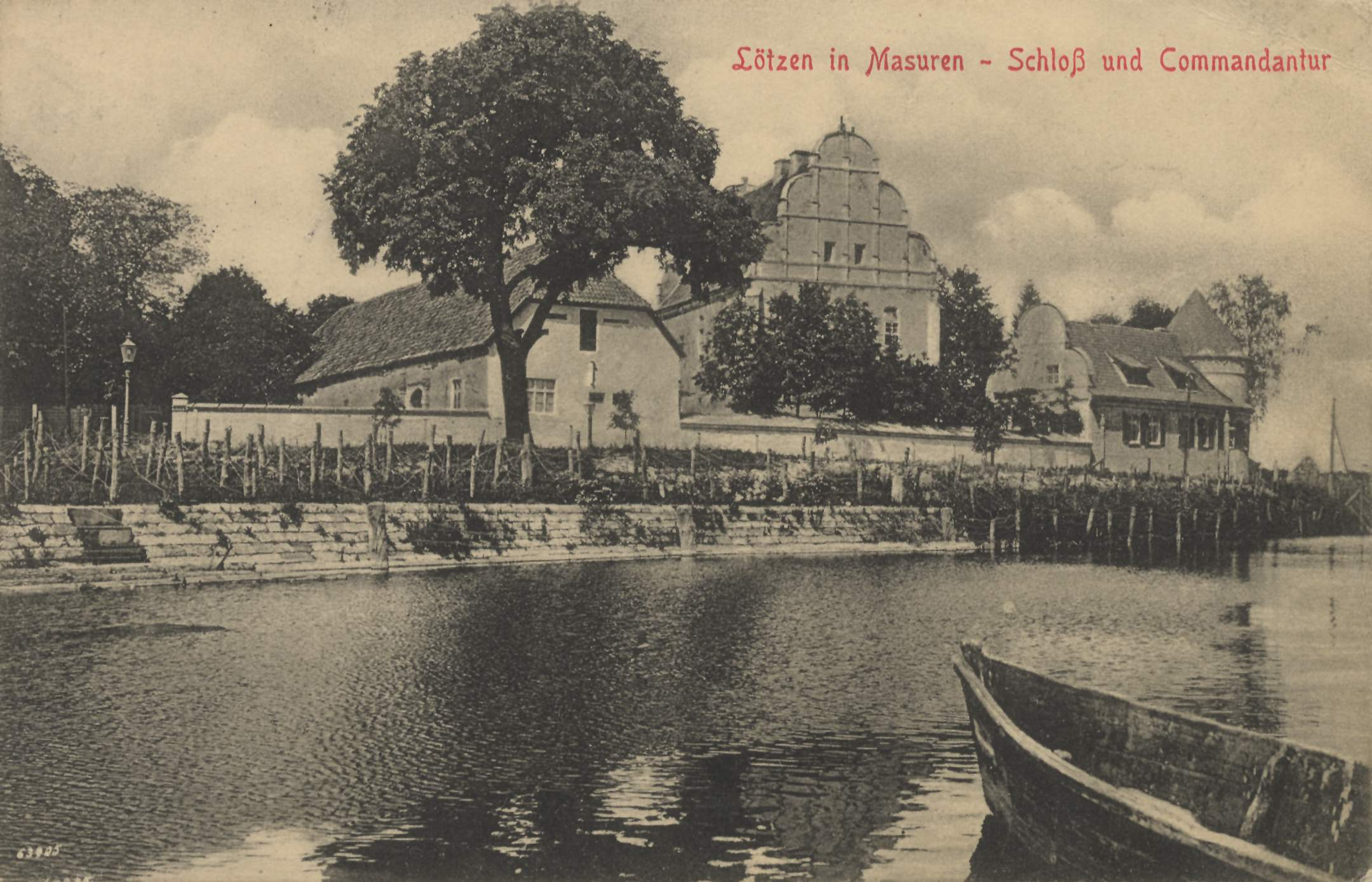
Zamek ok. 1900 r.

Wojna francusko-pruska i utworzenie w 1871 Cesarstwa Niemieckiego przyniosły na Mazury znaczne zmiany. Wzrosła liczba ludności z 3562 mieszkańców w roku 1871 do 6962 mieszkańców w 1910. Utworzono nowe linie kolejowe, łączące nadniegociński gród z Węgorzewem, Piszem i Oleckiem. Przeprowadzono dużo inwestycji.
W czasie I wojny światowej Lötzen dwukrotnie atakowane było przez wojska rosyjskie. Dużą rolę odegrała Twierdza Boyen, która bezskutecznie oblegana była przez oddziały rosyjskie. W bitwie o wielkie jeziora mazurskie, jesienią 1914 i zimą 1915, w Lötzen mieściła się kwatera główna marszałka Paula von Hindenburga, późniejszego prezydenta Rzeszy. 13 lutego 1915, już po wycofaniu się Rosjan, Lötzen odwiedził również cesarz Wilhelm II.

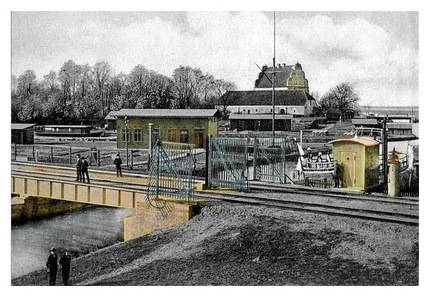
Giżycko przed 1945

W czasie plebiscytu w 1920 roku niemal wszyscy mieszkańcy miasta i powiatu głosowali za pozostaniem w Prusach Wschodnich (rozkład głosów 9 do 29378).
W dwudziestoleciu międzywojennym Lötzen stało się modnym kurortem. Uruchomiono regularną żeglugę pasażerską na wielkich jeziorach mazurskich. W mieście rozbudowano sieć hoteli i pensjonatów, restauracji i kawiarni. Zbudowano elegancką przystań jachtową i pływalnię nad Niegocinem. Na wzgórzach nad Niegocinem powstała duża skocznia narciarska. Na okolicznych jeziorach organizowano liczne regaty wioślarskie, żeglarskie i bojerowe. Według spisu powszechnego z 1939 Lötzen liczyło 16 288 mieszkańców.
1 września 1939 niemieckie jednostki garnizonu Lötzen ruszyły na polskie umocnienia w rejonie Narwi. W latach 1941–1944 miasto było siedzibą dowództwa naczelnego tzw. „Osttruppen”, dowodzonego przez płk. Reinharda Gehlena, twórcy służb wywiadowczych Republiki Federalnej Niemiec. Wojna przyszła do miasta nad Niegocinem pod koniec grudnia 1944 wraz z pierwszymi nalotami lotnictwa sowieckiego. Atak po lodzie od strony jeziora całkowicie zaskoczył oddziały niemieckie i zmusił je do poddania. Miasto zostało zdobyte przez jednostki 44 korpusu z 31 armii III Frontu Białoruskiego (na miejscowym cmentarzu pochowano 1715 żołnierzy radzieckich w tym Bohatera Związku Radzieckiego – płk. Połujanowa). Przez cztery kolejne miesiące Lötzen było niszczone i plądrowane przez żołnierzy radzieckich i polskich szabrowników.

### W granicach Polski

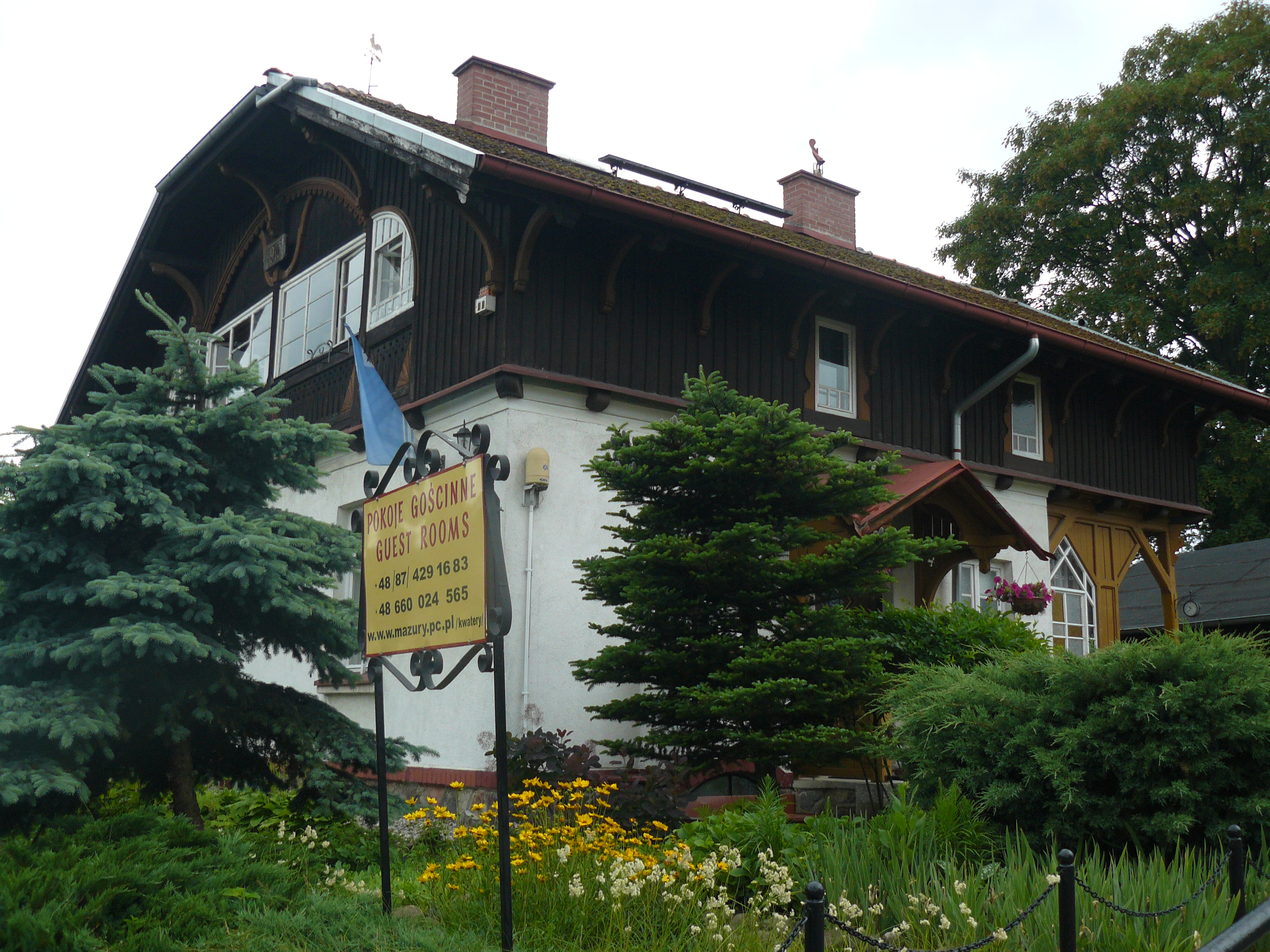
Dom pierwszego powojennego burmistrza Giżycka

20 maja 1945 sowiecka komendantura wojenna przekazała administrację miasta i powiatu władzom polskim. Pierwsza grupa osadników polskich przybyła do miasta 5 lutego 1945 z Białegostoku. Później zaczęli licznie napływać przymusowi polscy wysiedleńcy z Wileńszczyzny oraz innych, utraconych na rzecz ZSRR terenów dawnej Polski. Miasto zasiedlali również przybysze z Polski centralnej oraz ludność ukraińska, przesiedlona z południowo-wschodnich regionów w ramach akcji „Wisła”. Jednocześnie w 1946 rozpoczęła się akcja przesiedlania miejscowej ludności pochodzenia niemieckiego za Odrę. Ci z Mazurów, którzy nie chcieli się zgodzić na polski rodowód i spolszczenie nazwisk oraz imion, musieli emigrować. Z czasem, w kilku falach i z różnym natężeniem, doprowadziło to do prawie całkowitej emigracji ludności mazurskiej do Niemiec. Na początku 1946 miasto liczyło 4534 mieszkańców i liczba ta szybko wzrastała.

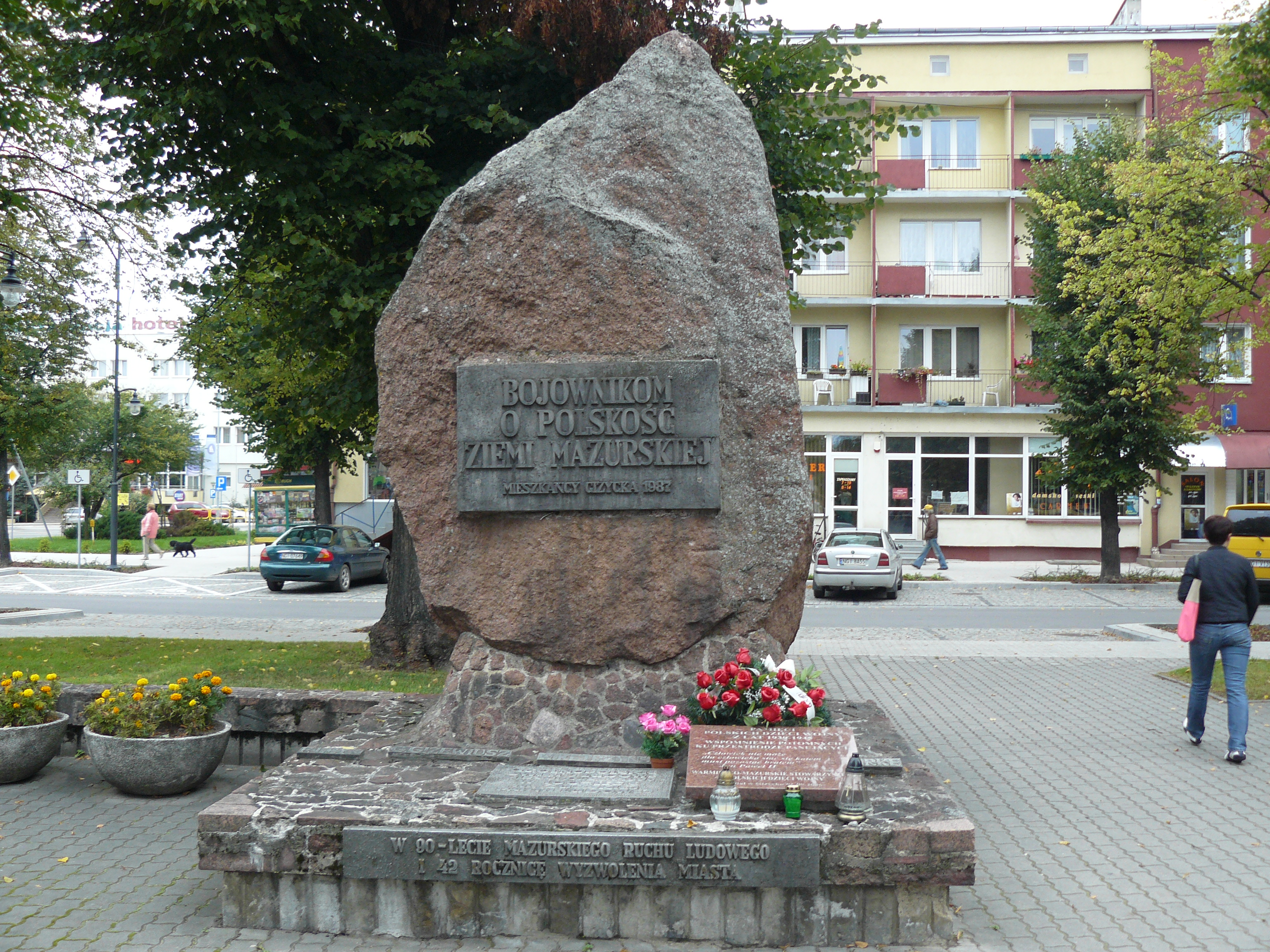
Pomnik Bojownikom o Wolność Ziemi Mazurskiej z 1987

## Burmistrzowie Giżycka od 1989 roku
- Roman Stańczyk – od 1989 do 1995
- Jan Grabowski – od 1995 do 1999
- Marian Lemecha – od 1999 do 2002
- Jolanta Piotrowska – od 2002 do 2014
- Wojciech Karol Iwaszkiewicz – od 2014 do 2024
- Ewa Ostrowska – od 2024

## Demografia

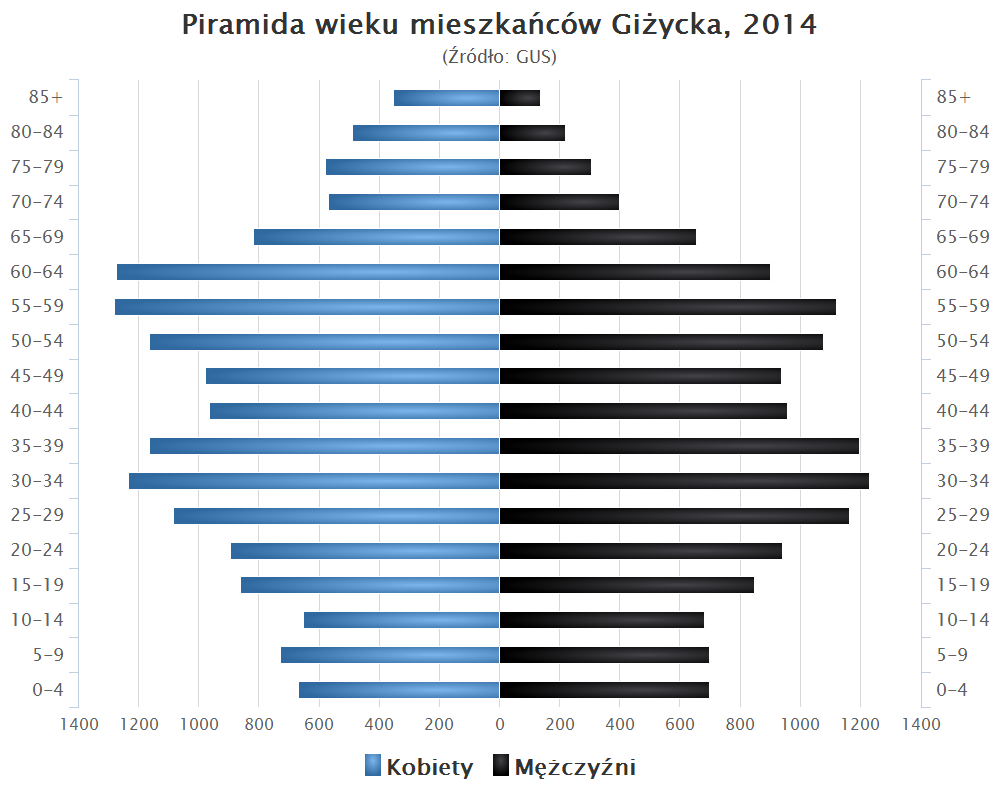
Piramida wieku mieszkańców Giżycka w 2014 roku

Dane z 15 marca 2012:
| Opis                              | Ogółem | Ogółem | Kobiety | Kobiety | Mężczyźni | Mężczyźni |
| --------------------------------- | ------ | ------ | ------- | ------- | --------- | --------- |
| Jednostka                         | osób   | %      | osób    | %       | osób      | %         |
| Populacja                         | 37 015 | 100    | 19 786  | 53      | 17 214    | 47        |
| Gęstość zaludnienia [mieszk./km²] | 2148,2 | 2148,2 | 1121,6  | 1121,6  | 1026,7    | 1026,7    |

## Gospodarka
W Giżycku istnieje przemysł lekki, produkcja rozdzielni elektrycznych, oświetlenia przemysłowego i świątecznego LED – reprezentowany przez POLAMP. Produkcja kotłów i palników na pellety - reprezentowana przez firmę P.P.H Kostrzewa Sp.J. Przemysł spożywczy, reprezentowany przez mleczarnię OSM Giżycko, wytwórnię sękaczy oraz kilka piekarń. W mieście ma swoją siedzibę stocznia remontowa żeglugi śródlądowej. Rozwija się także produkcja jachtów śródlądowych. Duże znaczenie gospodarcze miasta odgrywa turystyka. Giżycko utrzymuje kontakty gospodarcze z partnerskimi miastami we Francji, Niemczech, Ukrainie i na Litwie.
W miejscowości działało Państwowe Gospodarstwo Rybackie Giżycko oraz Państwowe Gospodarstwo Rolne Giżycko. Działały także Zakłady Rybne.

### Handel
Na terenie Giżycka znajdują się następujące centra handlowe i sklepy wielkopowierzchniowe:
- Park Handlowy M6 przy ul. Przemysłowej 14 (m.in. Hebe, Cropp, Smyk, Sinsay, Diverse, Empik)[26]
- centrum handlowe M6 przy ul. Jagiełły (Biedronka, Deichmann, Rossmann, Media Expert, KiK, Martes Sport, Abra Meble, Pepco, CCC, Apteka, 50style),
- centrum handlowe przy Alei 1 Maja (Jysk, RTV Euro AGD, DDD – Dobre Dla Domu, Pindur Meble, Salon Opel),
- centrum handlowe przy ul. Królowej Jadwigi (Bricomarché, Intermarché, meble Zgoda),
- centrum handlowe przy ul. Kazimierza Wielkiego (Kaufland z pasażem handlowym, market budowlany Sabo Stobud),
- Galeria Batory  (m.in. Pepco, Rossmann, Textil Market, Książnica Polska – księgarnia Odeon, Chińskie Centrum, „Cukiernia u Adama” Adam Kajetanowicz),
- centrum handlowe Dominik (ul. Kętrzyńskiego),
- centrum handlowe Guz (ul. Olsztyńska),
- dom towarowy Saga (m.in. Neonet, Awa, Świat Zabawek),
- Biedronka (5 sklepów: ul. Jagiełły, Smętka, Aleja 1 Maja, Wilanowska, Unii Europejskiej),
- Lidl (ul. Bohaterów Westerplatte),
- Komfort.

## Transport

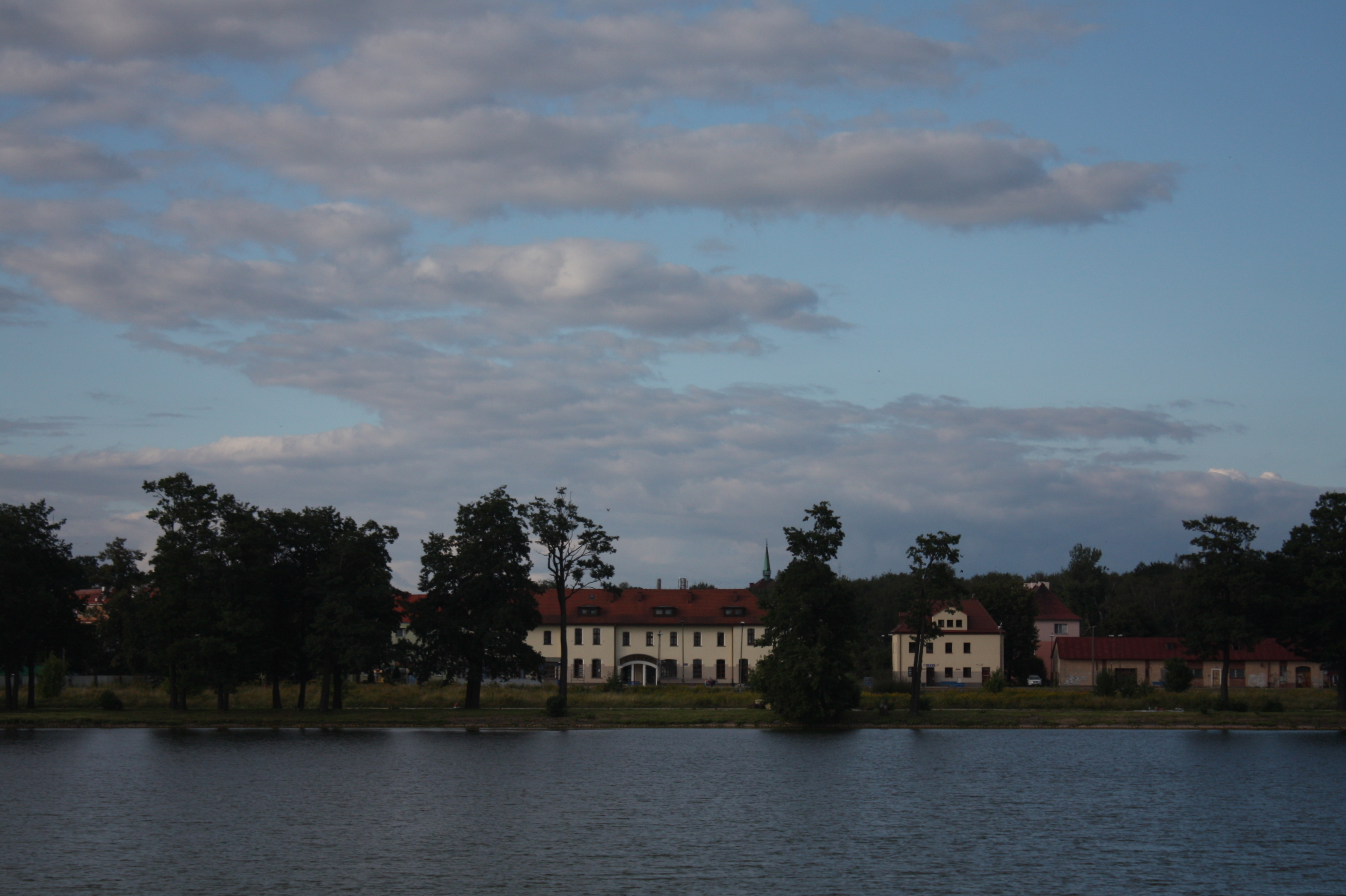
Widok z Niegocina na dworzec kolejowy

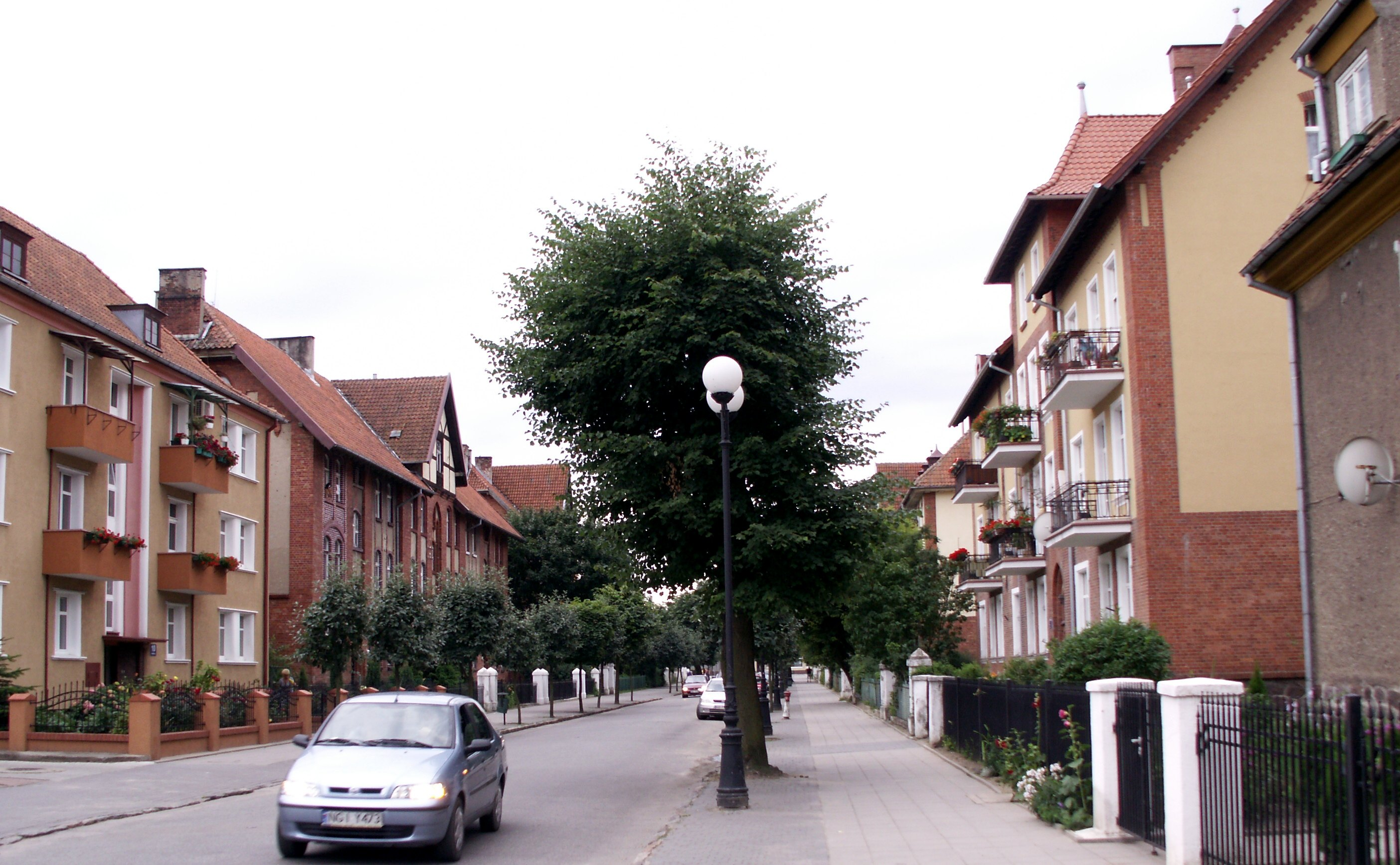
Ul. Pionierska

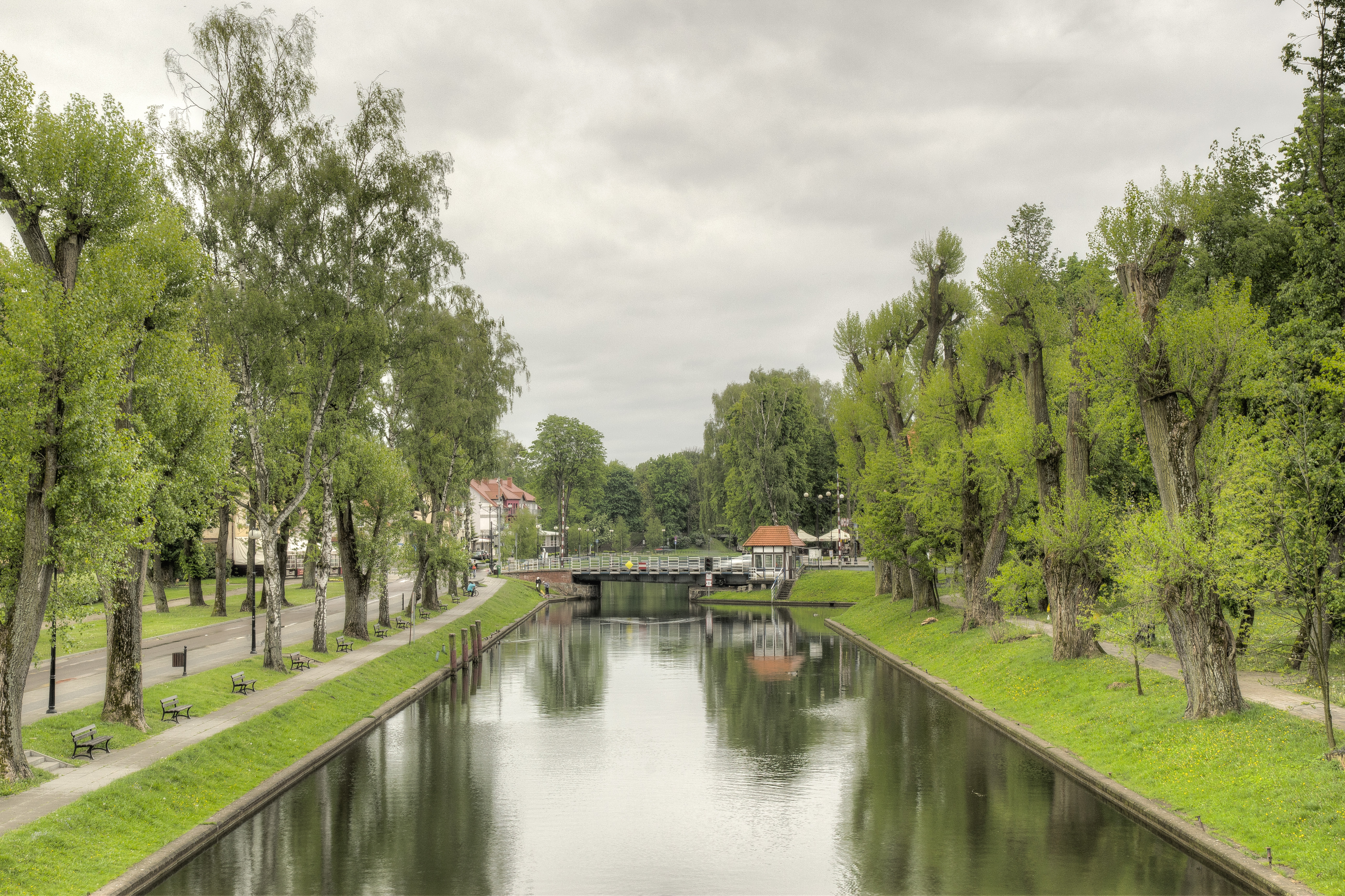
Kanał Łuczański

Przez Giżycko przebiega linia kolejowa 38 Białystok-Głomno na trasie przez Ełk, Korsze i Olsztyn, powstałej w 1868. Od pierwszej dekady XX w. do początku XXI w. istniało połączenie do Kruklanek. W mieście krzyżują się drogi prowadzące do Olsztyna 59, Węgorzewa 63, Kętrzyna 592, Bartoszyc 592, Pisza 63, Mikołajek 643, Łomży 63 i Suwałk 655. Przez miasto prowadzi trasa szlaku żeglugowego. Działa miejska komunikacja autobusowa. Giżycko posiada obwodnicę, która przebiega północną częścią miasta, między osiedlami Moniuszki, Kajki, Wilanów, Polamowiec, wsiami: Gajewo, Sulimy, Bystry, a resztą miasta. W skład obwodnicy wchodzi siedem skrzyżowań (w tym dwa ronda) oraz mosty: nad Kanałem Łuczańskim oraz nad Kanałem Niegocińskim. Obydwa kanały mają ponad 1 km długości każdy i nadają się do żeglugi jachtami, ale tylko ten pierwszy jest dopasowany dla statków. Jest niezwykle ważny, gdyż port znajduje się na jeziorze Niegocin (latem), a duża część atrakcji leży na jeziorze Kisajno.

### Komunikacja miejska
Na terenie miasta i miejscowościach znajdujących się za rogatkami Giżycka funkcjonuje bezpłatna od marca 2023 roku Komunikacja Miejska, którą obsługuje Gminny Zakład Komunalny w Bystrym (GZK). GZK oferuje połączenia na terenie Giżycka oraz Wilkas, Pierkunowa, Pięknej Góry (w okresie letnim) i Bystrego.

### Transport lotniczy
Na obrzeżach Giżycka funkcjonuje osiedle „Mazury Residence Airpark & Marina”. Na terenie osiedla znajduje się pas startowy dla samolotów sportowych oraz przystań jachtowa przy jeziorze Niegocin.
W 2013 przy ul. Warszawskiej oddano do użytku sanitarne lądowisko.

## Kultura

### Życie kulturalne

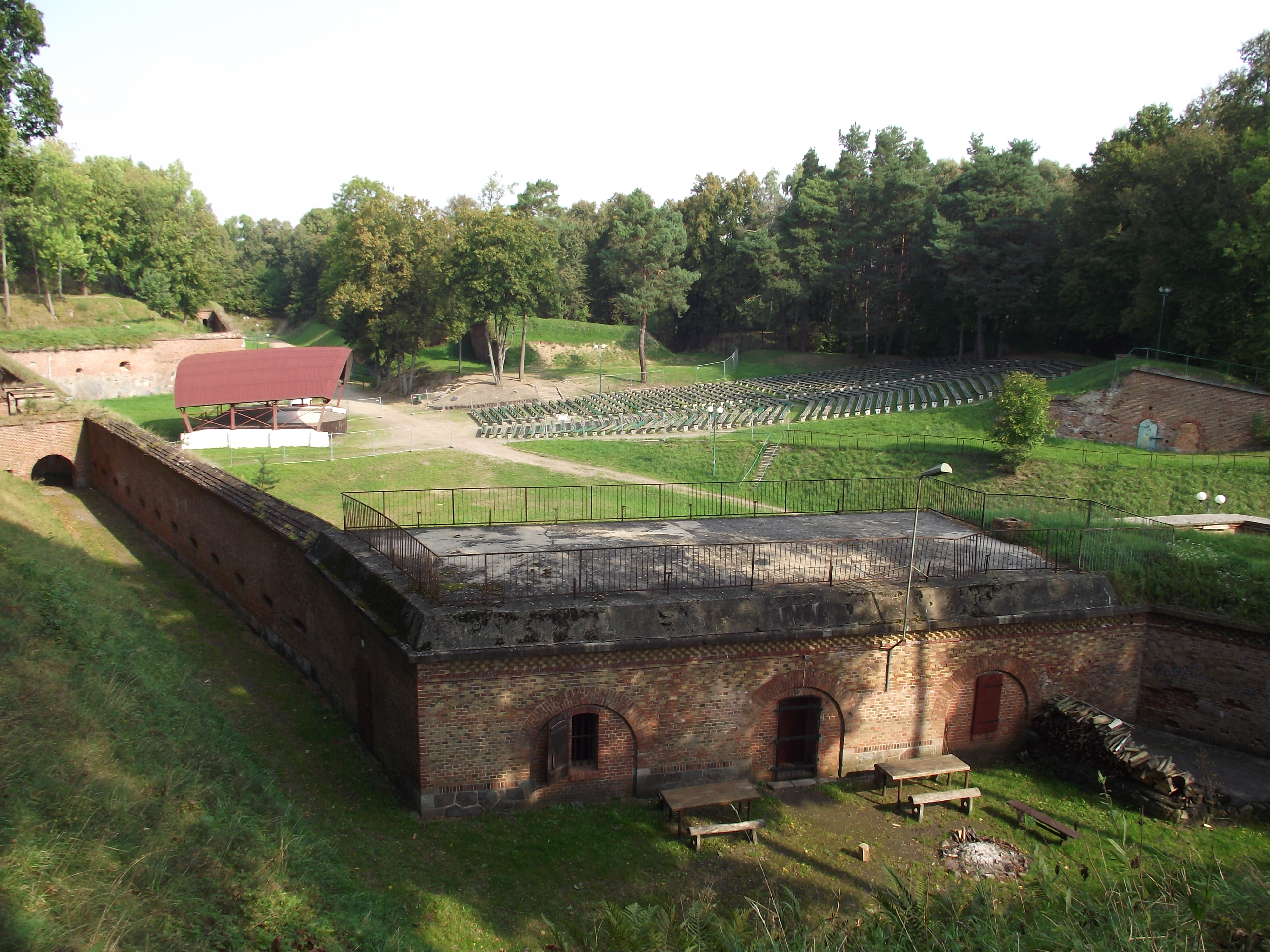
Amfiteatr w Twierdzy Boyen

Giżyckie Centrum Kultury organizuje cykliczne imprezy odbywające się w mieście. Do najbardziej znanych należy Festiwal Piosenki Żeglarskiej i Morskiej Szanty w Giżycku. Pod koniec maja organizowane są imprezy związane z obchodami Dni Giżycka, a latem w Kościele Ewangelickim odbywają się koncerty organowe. Centrum Kultury organizuje zajęcia dla młodzieży w sekcjach tanecznych, muzycznych, teatralnych, plastycznych i fotograficznych. Starszych zaprasza do sekcji szachowych, chóru i Klubu Seniora. Centrum Kultury jest też odpowiedzialne za organizację Przeglądu Zespołów Dancingowych i wieczorów poetyckich. Co więcej, każdego roku, w pierwszy weekend sierpnia, w amfiteatrze Twierdzy Boyen odbywa się najstarszy w Polsce festiwal kultury hip-hopowej: Mazury Hip-Hop Festiwal.
Od 2017 w GCK-u działa kino „Nowa Fala” nawiązujące nazwą do swojej poprzedniczki – „Fali” znajdującej się niegdyś obok pl. Grunwaldzkiego.

### Media
- Gazeta Olsztyńska z dodatkiem Gazeta Giżycka
- Portal informacyjny CześćGiżycko.pl
- Twoje Mazury
- Meloradio (byłe Radio Zet Gold)
- Polskie Radio Olsztyn
- Radio 5
- Gizycko.tv
- Giżycki Serwis Informacyjny Gizycko.info
- portal Z Giżycka.pl [zgizycka.pl]

## Wspólnoty wyznaniowe

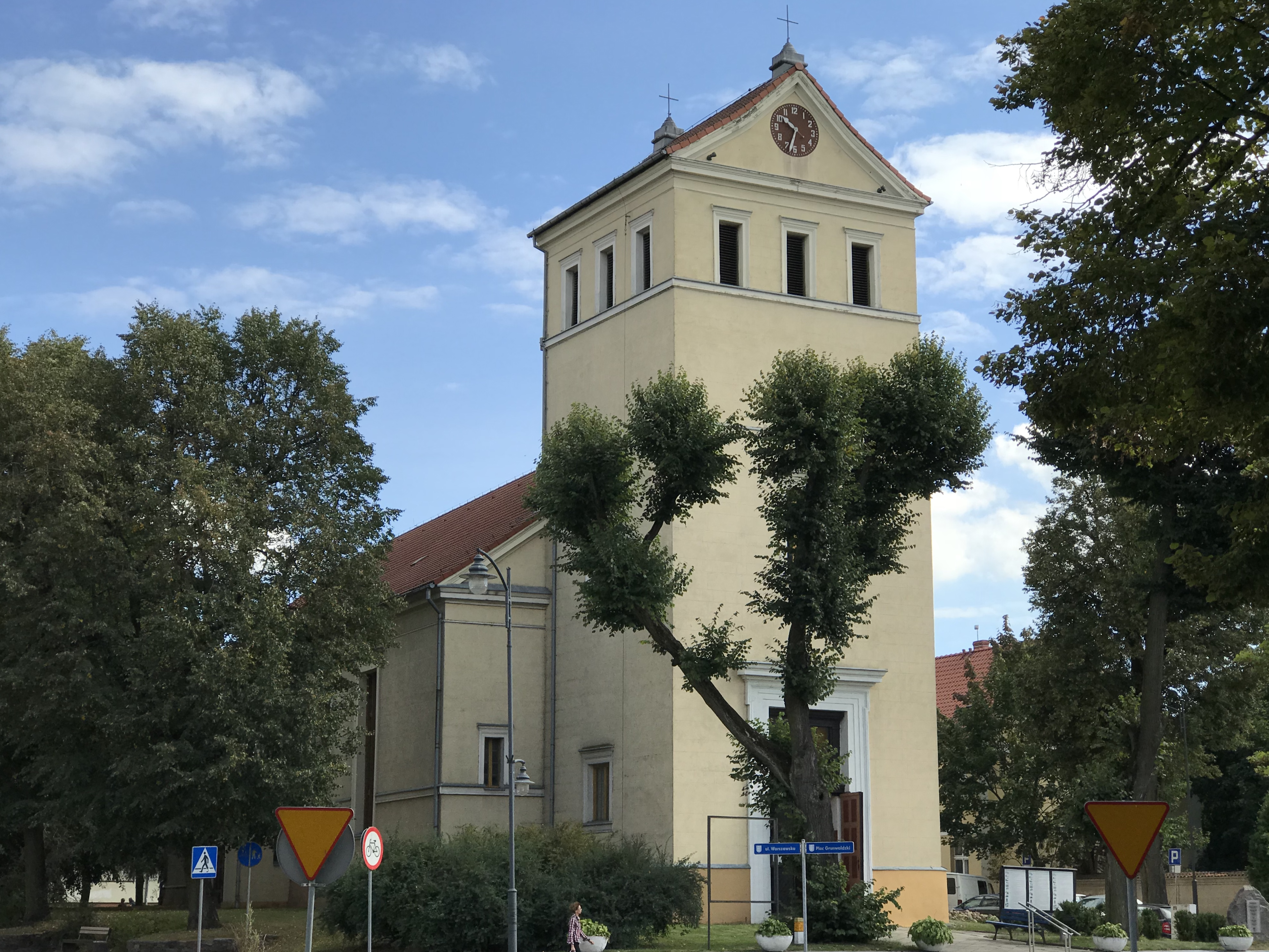
Kościół ewangelicki w Giżycku

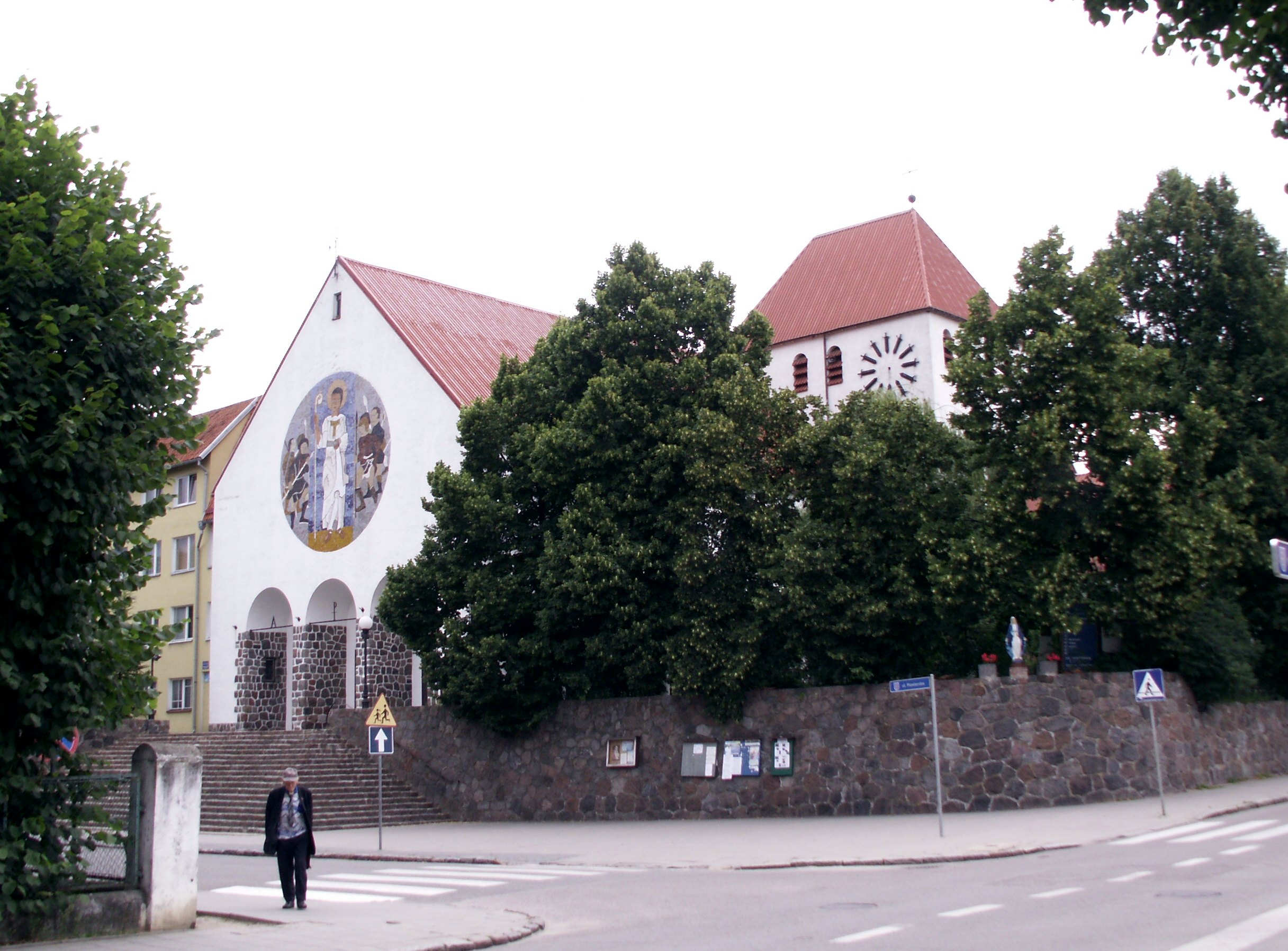
Kościół rzymskokatolicki św. Brunona Biskupa i Męczennika

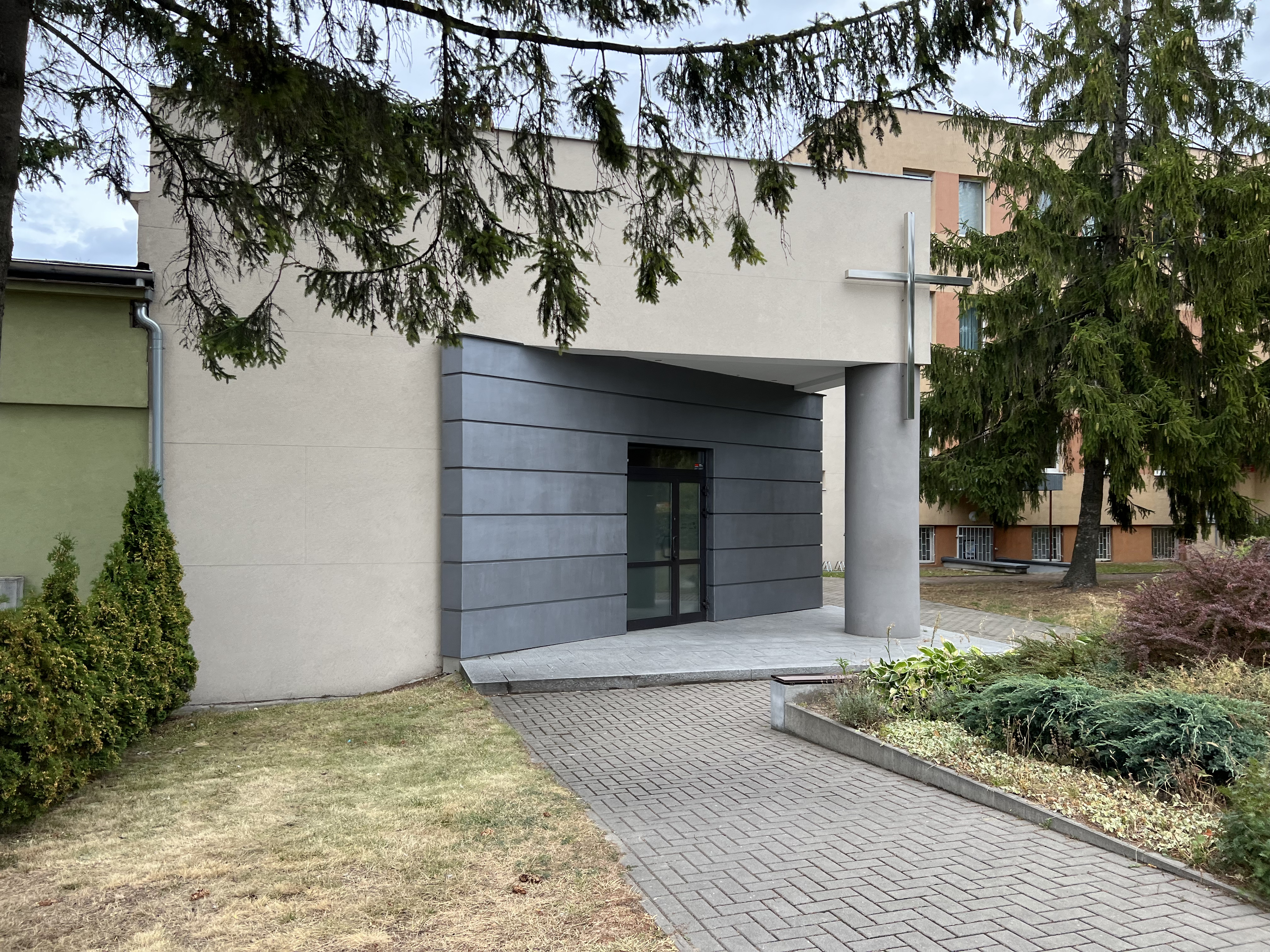
Kościół Zielonoświątkowy w Giżycku

Na terenie Giżycka działalność religijną prowadzą następujące Kościoły i związki wyznaniowe:
- Kościół Adwentystów Dnia Siódmego w RP:
  - zbór w Giżycku[27]
- Kościół Boży w Polsce:
  - Kościół Boży w Giżycku[28]
- Kościół Chrześcijan Baptystów w RP:
  - zbór w Giżycku[29]
- Kościół Ewangelicko-Augsburski w RP:
  - parafia w Giżycku[30]
- Kościół greckokatolicki:
  - parafia Trójcy Świętej[31]
- Kościół rzymskokatolicki:
  - parafia św. Anny[32]
  - parafia św. Brunona Biskupa i Męczennika[33]
  - parafia św. Kazimierza Królewicza
  - parafia św. Maksymiliana Kolbego[34]
  - parafia cywilno-wojskowa Ducha Świętego Pocieszyciela[35]
  - parafia wojskowa Matki Bożej Królowej Pokoju
- Kościół Zielonoświątkowy w RP:
  - zbór w Giżycku (Kościół Horyzont)[36]
- Polski Autokefaliczny Kościół Prawosławny:
  - parafia św. Anny[37]
- Świadkowie Jehowy:
  - zbór Giżycko-Wschód (w tym grupa języka migowego)
  - zbór Giżycko-Zachód[38].

## Oświata

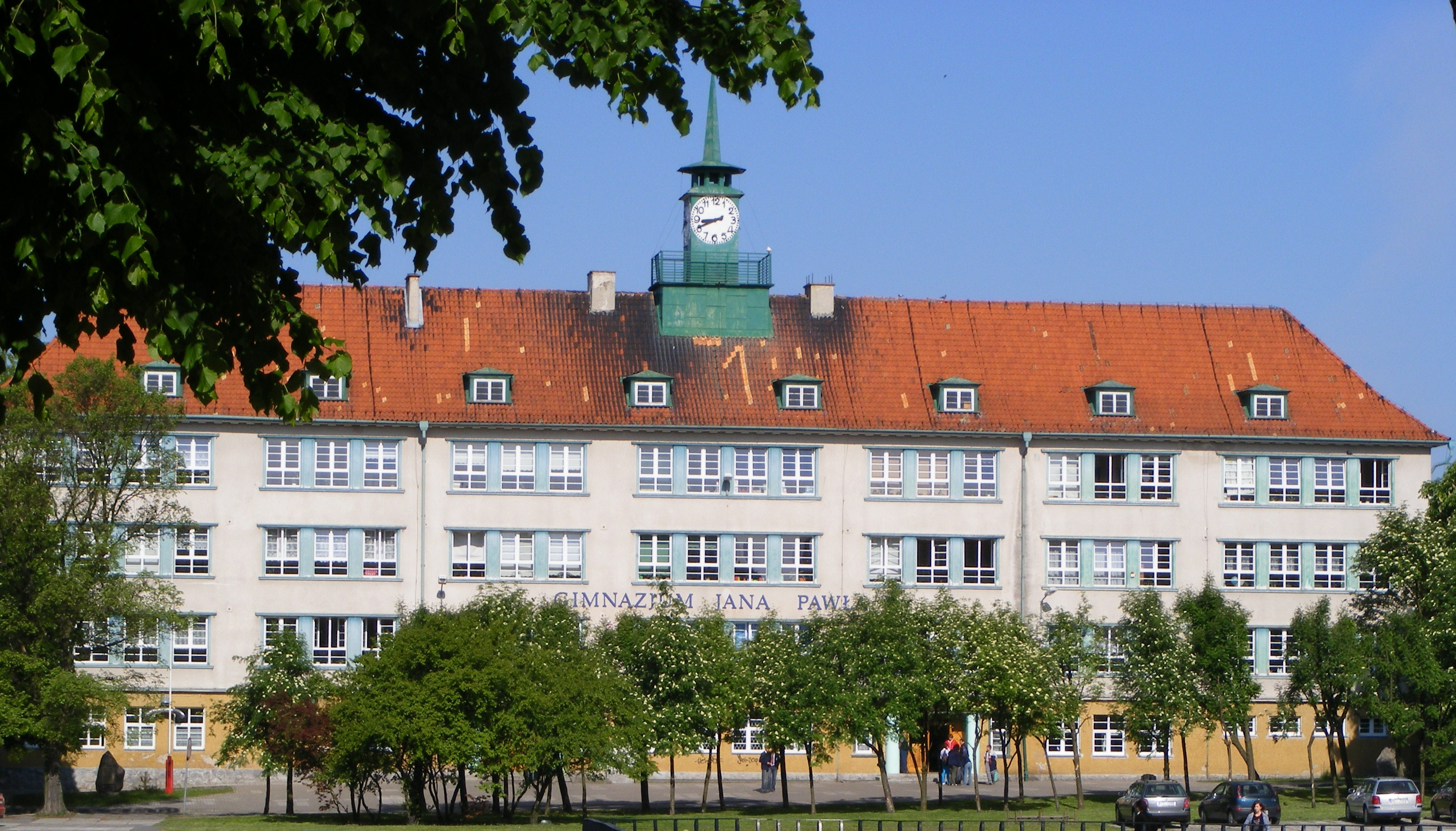
Szkoła Podstawowa nr 1

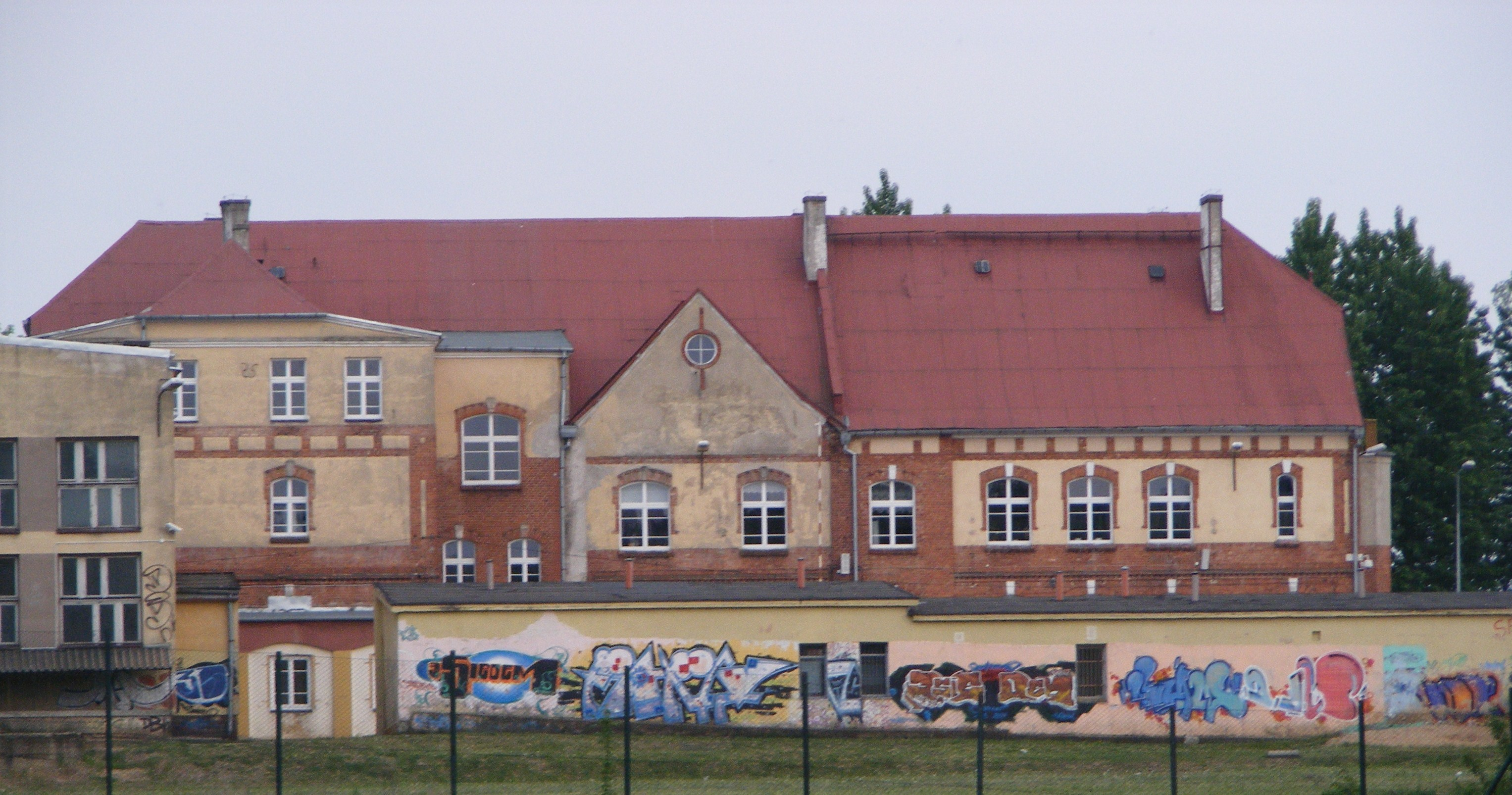
Szkoła Podstawowa nr 2

### Szkoły podstawowe
- Szkoła Podstawowa nr 1 im. Jana Pawła II
- Szkoła Podstawowa nr 2 im. Chwały Oręża Polskiego
- Szkoła Podstawowa nr 3 im. Mikołaja Kopernika
- Szkoła Podstawowa nr 4 im. I Dywizji Piechoty
- Szkoła Podstawowa nr 5 im. Jana Brzechwy
- Szkoła Podstawowa nr 7 im. Janusza Korczaka
- Szkoła Muzyczna I stopnia

### Szkoły średnie

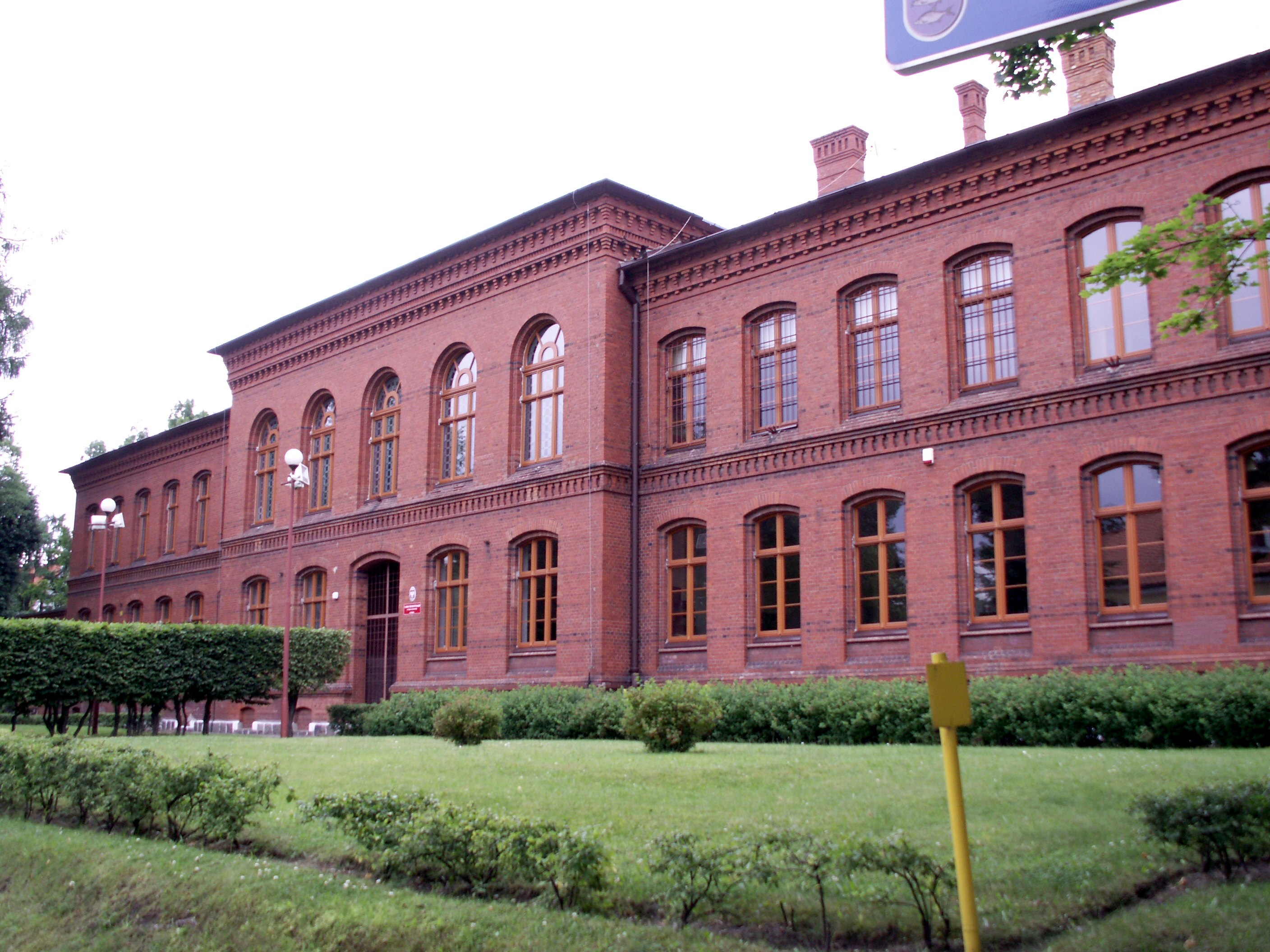
I Liceum Ogólnokształcące

- I Liceum Ogólnokształcące im. Wojciecha Kętrzyńskiego
- II Liceum Ogólnokształcące im. Gustawa Gizewiusza
- Zespół Szkół Elektronicznych i Informatycznych im. Komisji Edukacji Narodowej
- Zespół Szkół Kształtowania Środowiska i Agrobiznesu
- Zespół Szkół Zawodowych
- Katolickie Liceum im. św. Brunona z Kwerfurtu
- Zakład Doskonalenia Zawodowego w Białymstoku z siedzibą w Giżycku Ośrodek Kształcenia Zawodowego w Giżycku

### Szkoły pomaturalne
- Szkoła Policealna im. Hanny Chrzanowskiej

### Szkoły wyższe
- Wyższa Szkoła Bezpieczeństwa w Poznaniu, Wydział Nauk Społecznych w Giżycku[39]
- Państwowa Wyższa Szkoła Zawodowa im. prof. Edwarda F. Szczepanika w Suwałkach Wydział Medyczno – Społeczny w Giżycku[40]

## Turystyka

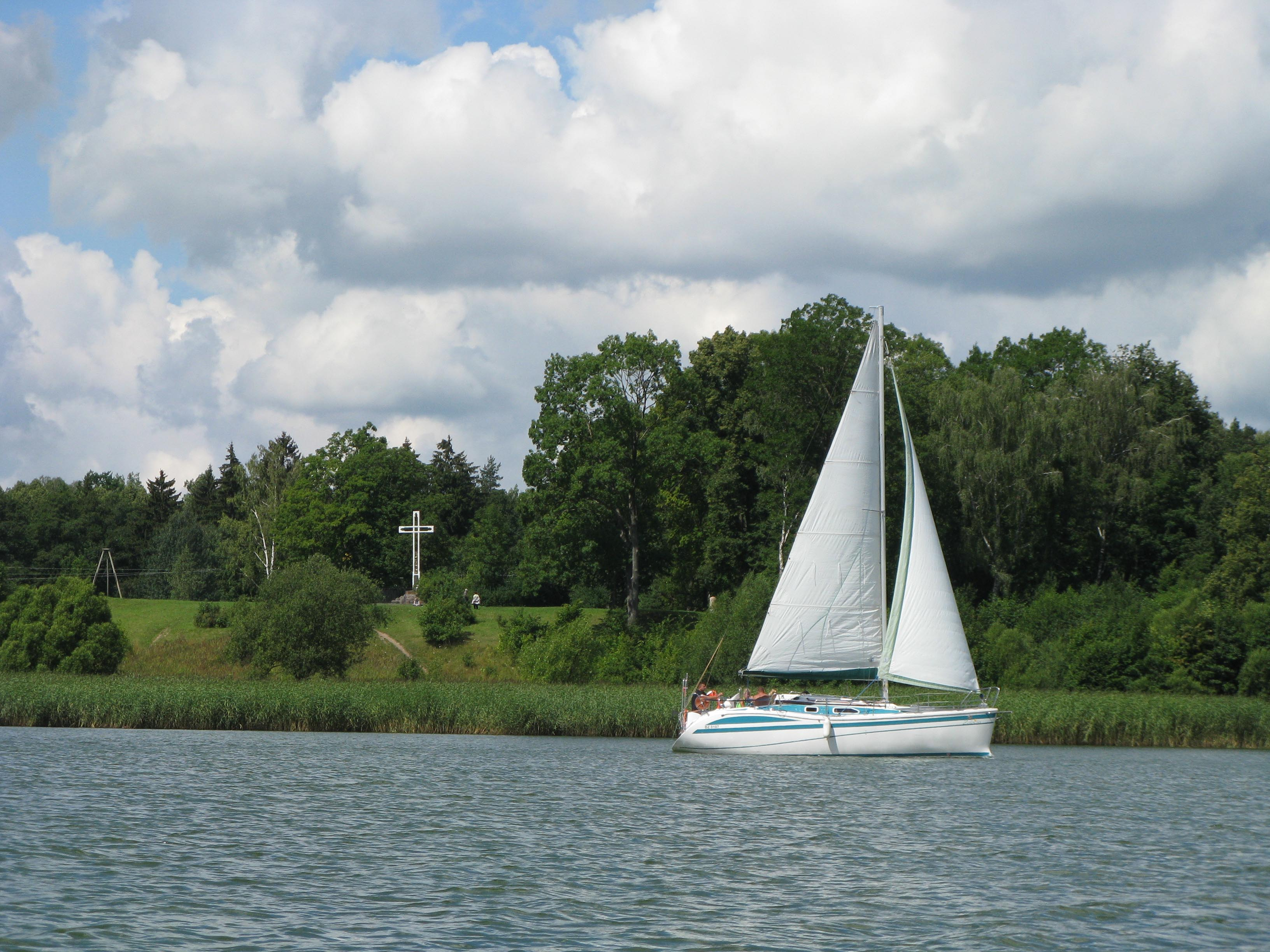
Wzgórze i Krzyż Świętego Brunona na Wyspie Giżyckiej – widok z Jeziora Niegocin

### Atrakcje turystyczne i zabytki[41]
- Jeziora: Niegocin, Kisajno i Tajty
- Kościół ewangelicki z 1827
- Koncerty organowe
- Most obrotowy na Kanale Łuczańskim, jedyny tego typu czynny most w Europie z XIX wieku
- Galeria Sztuki Schron (wraz ze schronem przeciwlotniczym z 1944 r.)
- Schronisko młodzieżowe w dawnym budynku koszarowym (Twierdza Boyen)
- Trasy turystyczne
- Twierdza Boyen z XIX wieku
- Cerkiew prawosławna (parafialna) z końca XIX wieku
- Zamek krzyżacki z XIV wieku, zaadaptowany na hotel
- Wieża ciśnień z przełomu XIX i XX wieku, która od lata 2007 jest otwarta dla zwiedzających, chcących obejrzeć z góry panoramę miasta oraz okoliczne jeziora (w tym celu wyposażona jest w windę)
- Kościół parafialny św. Brunona z lat 1936–1938
- Krzyż św. Brunona z 1909 r.

Wybrane zabytki:
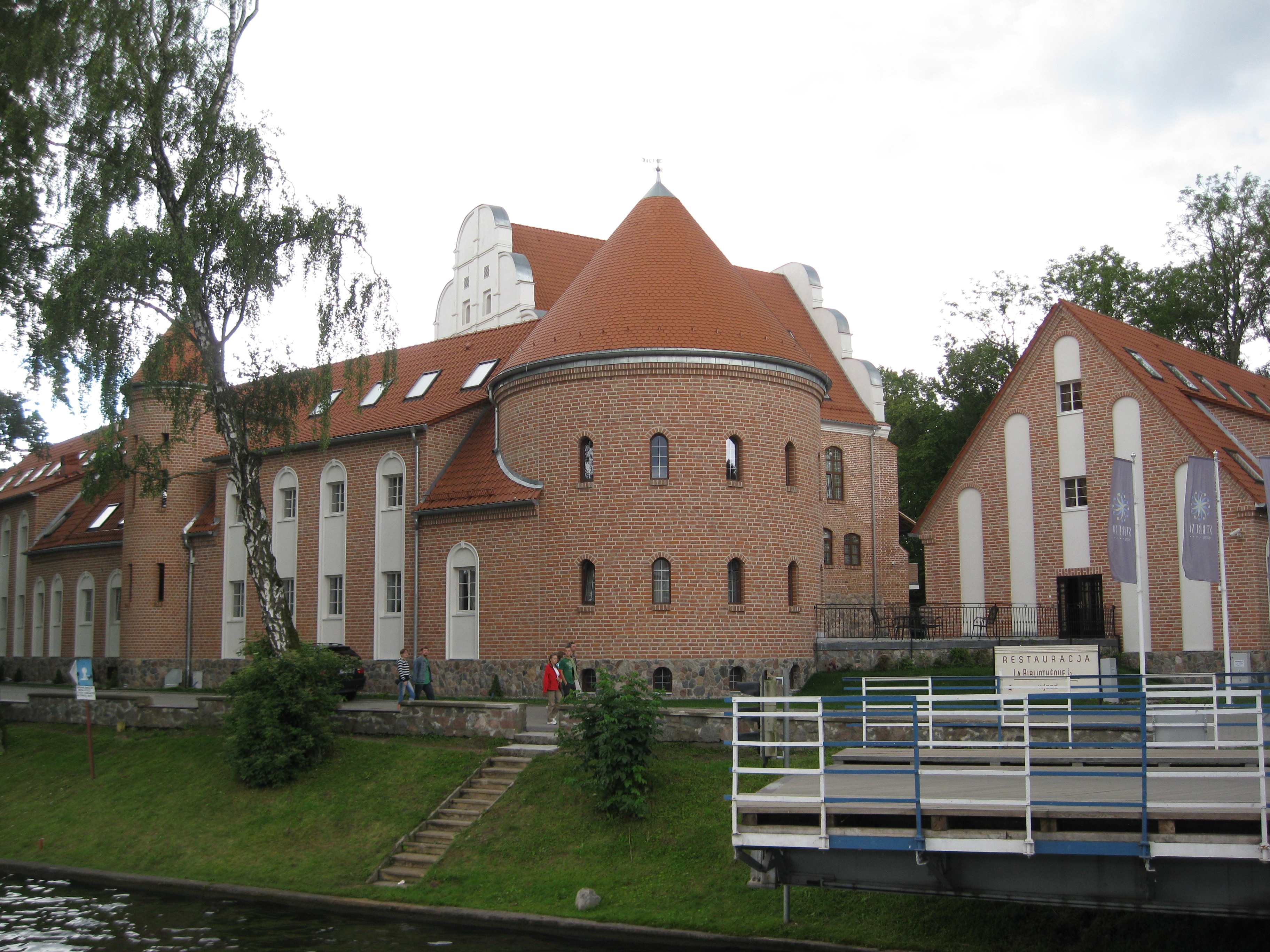
Zamek
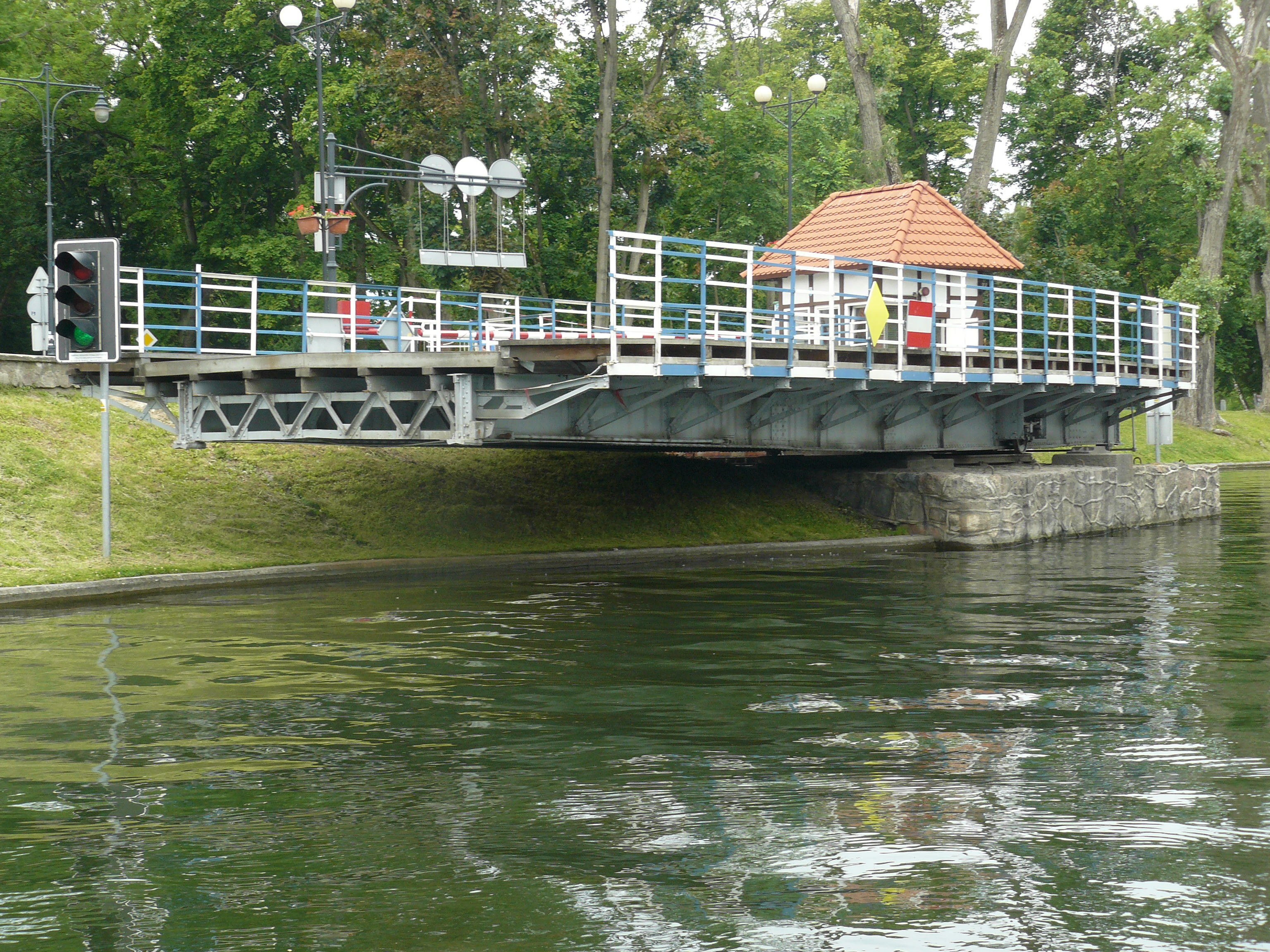
Most obrotowy
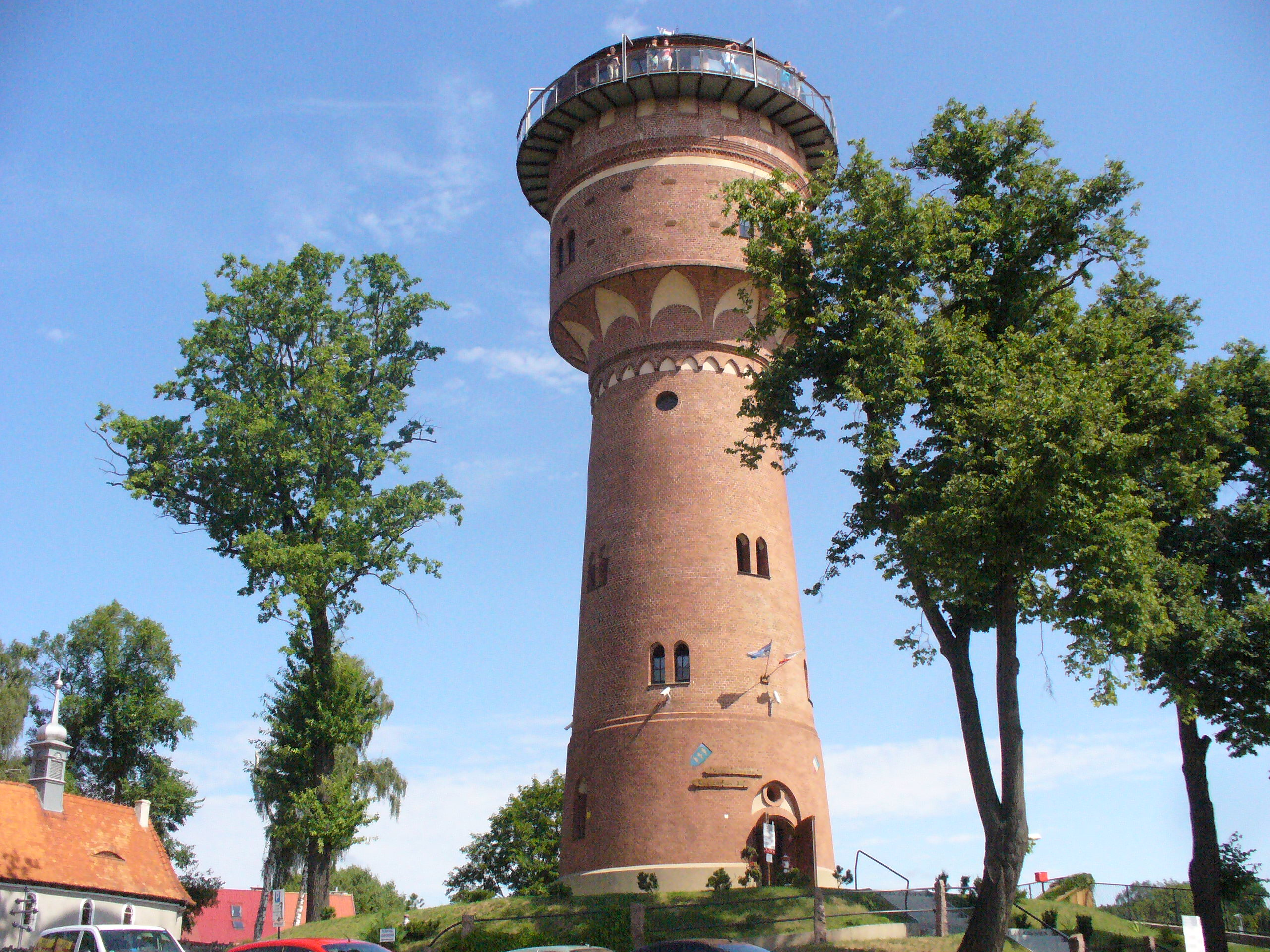
Wieża ciśnień z tarasem widokowym
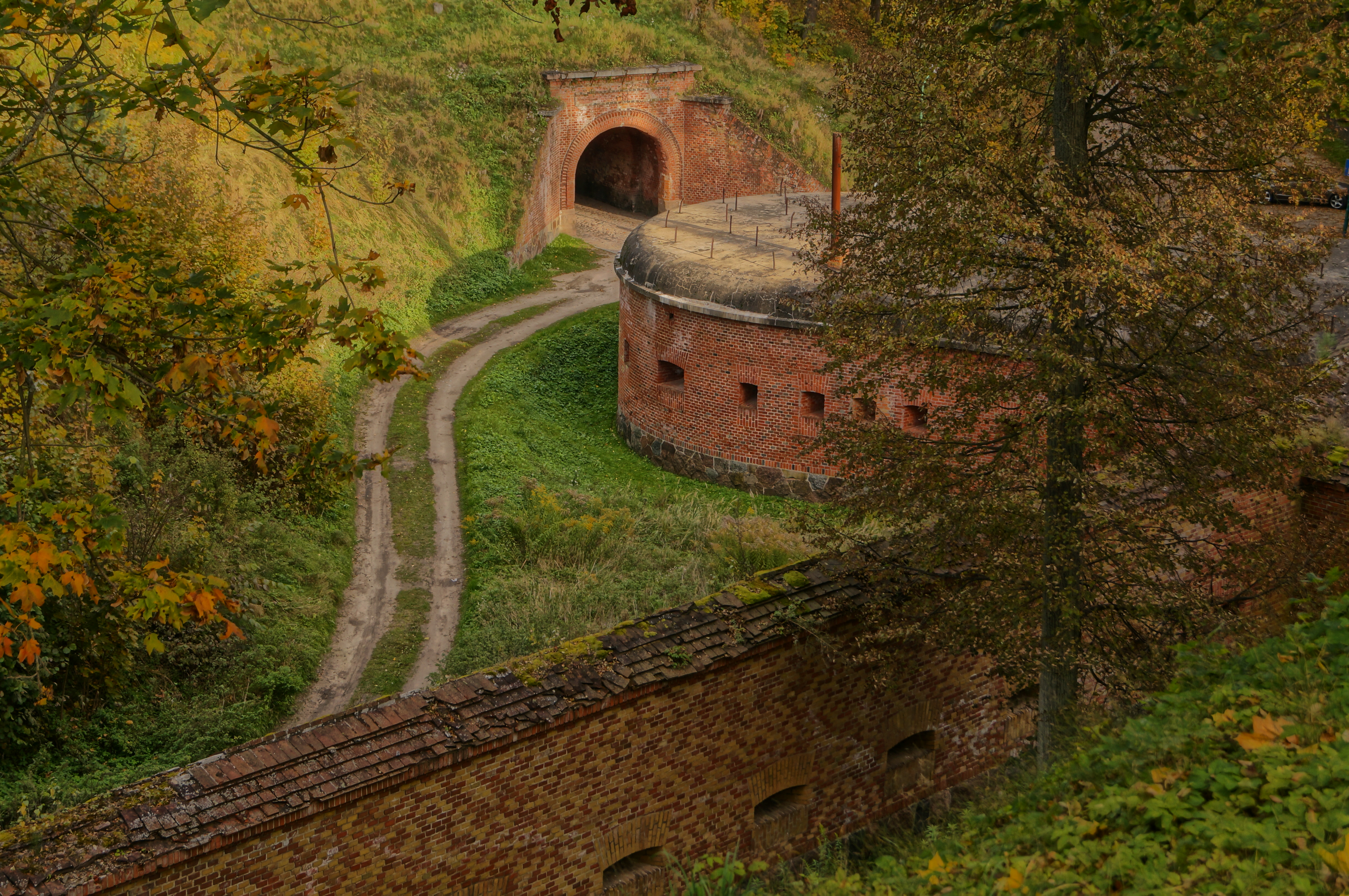
Twierdza Boyen
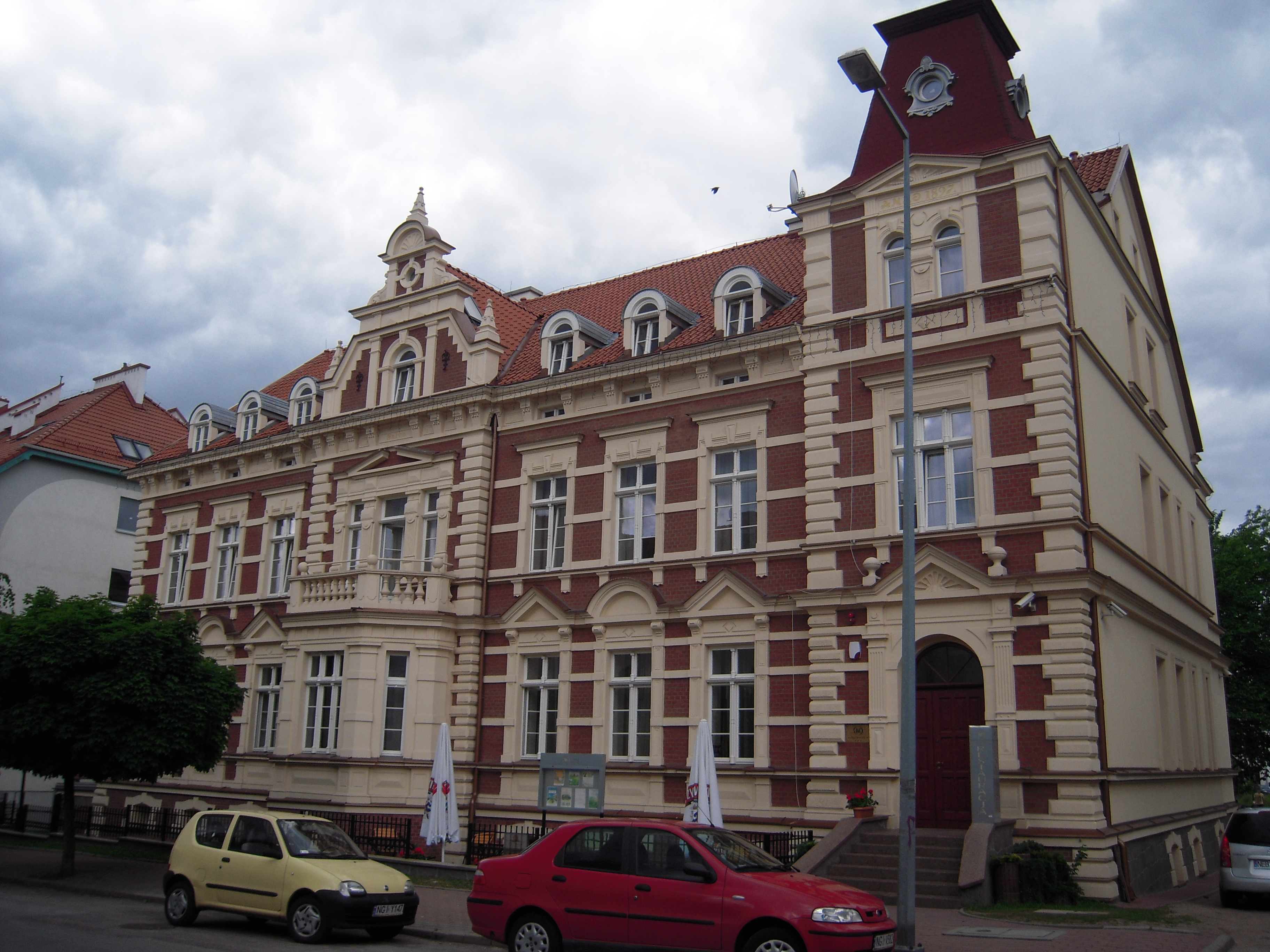
Kamienica przy ul. Dąbrowskiego
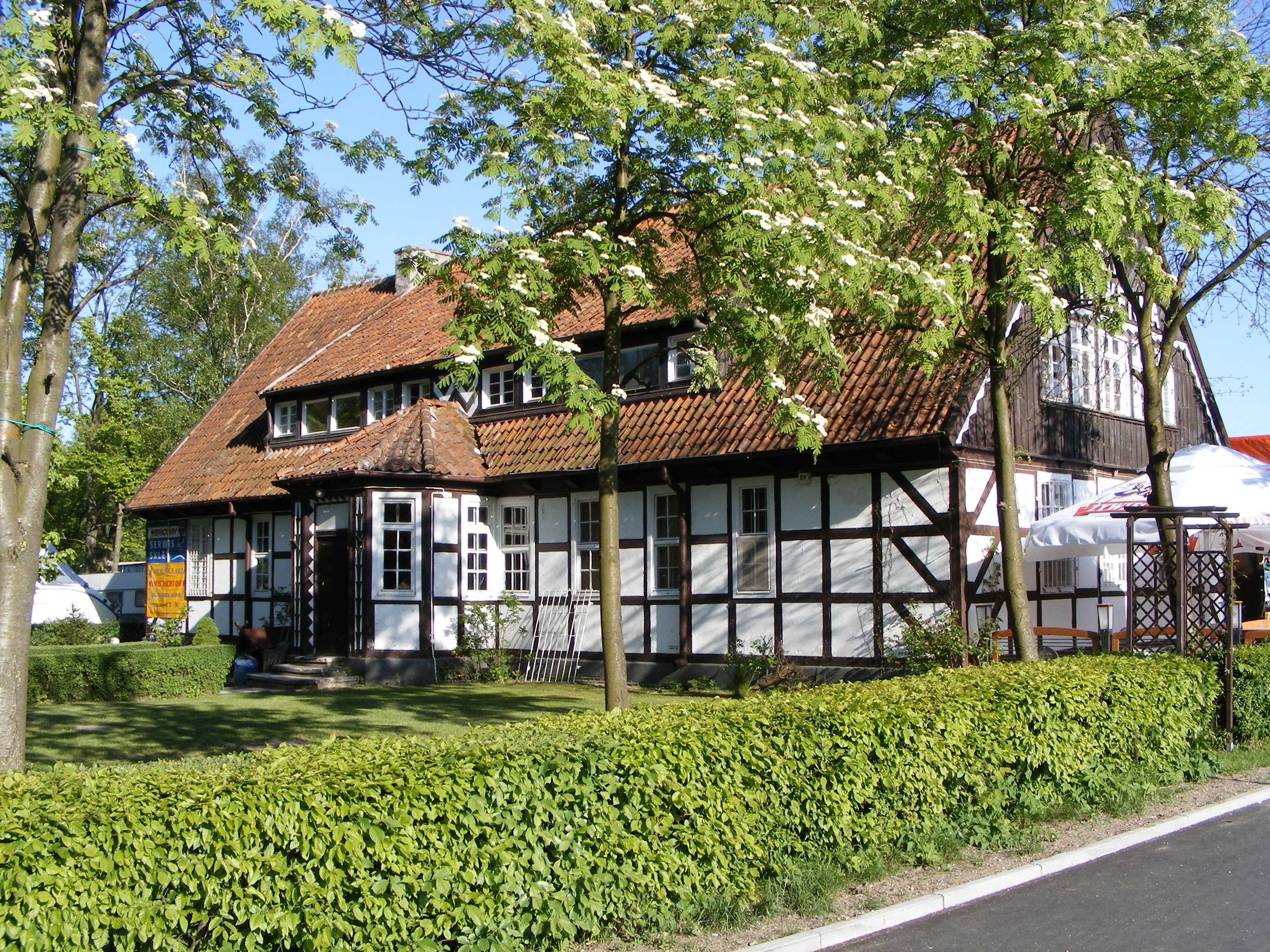
Dom przy ul. Nadbrzeżnej

### Tereny zielone

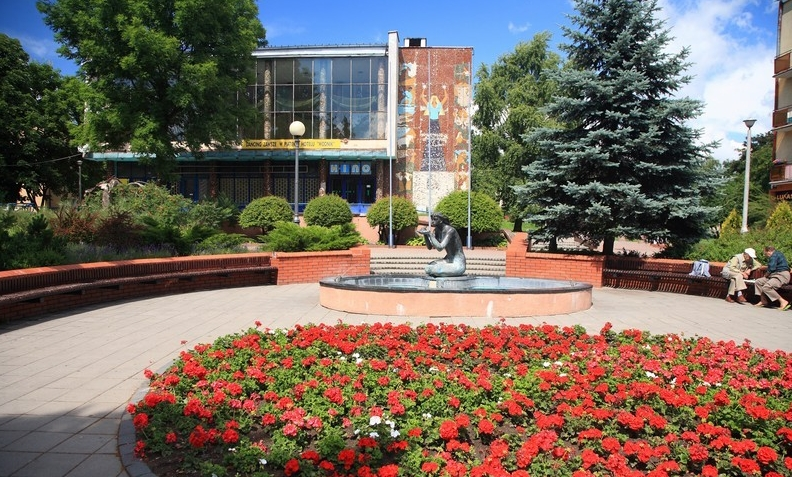
Giżycko, skwer przy kinie Fala

Giżycko charakteryzuje się dużą ilością terenów zielonych. Tereny leśne zajmują 7% powierzchni miasta, zaś tereny zieleni urządzonej 1,5% powierzchni ogólnej miasta (6,8 m²/mieszkańca). W mieście znajdują się następujące tereny zielone:
- leśne tereny miejskie na Wyspie Giżyckiej wokół jezior Popówka Mała i Popówka Wielka, Twierdzy Boyen i Wzgórza św. Brunona
- park miejski / zabytkowy cmentarz w kwartale ulic Warszawska-Wodociągowa-I Dywizji Piechoty-Smętka i Placu Targowego
- park „Małpi Gaj” przy ul. Gdańskiej / Sienkiewicza
- park im. Rogera Goemaere przy ul. Moniuszki / Świętego Brunona
- park przy plaży miejskiej
- skwer przy ul. Suwalskiej / Białostockiej (Skwer Dubieński)
- skwer przy Urzędzie Miejskim (Aleja 1. Maja)
- skwer osiedlowy o nazwie Park Nadziei im. Jana Pawła II przy ul. Wodociągowej / Królowej Jadwigi

W pobliżu Giżycka znajduje się także Las Miejski, będący atrakcyjnym miejscem wypoczynkowym, charakteryzujący się dużą bioróżnorodnością.
W obrębie miasta objęto ochroną jako pomnik przyrody następujące obiekty:
| Nr | Lokalizacja                                      | Forma             | Nazwa                         | Obwód przy powołaniu [cm] | Nr ew. | Rok uznania | Zdjęcie |
| 1. | przy ul. Wojska Polskiego                        | pojedyncze drzewo | sosna zwyczajna               | 187                       | 477    | 1996        |         |
| 2. | przy ul. Al. 1 Maja 14                           | pojedyncze drzewo | dąb czerwony odm. piramidalna | 318                       | 476    | 1996        |         |
| 3. | ul. Moniuszki, róg ul. Wojska Polskiego          | pojedyncze drzewo | lipa drobnolistna             | 416                       | 475    | 1996        |         |
| 4. | przy ul. Al. 1 Maja 14, na trawniku przed szkołą | pojedyncze drzewo | modrzew europejski            | 280                       | 474    | 1996        |         |
| 5. | przy ul. Al. 1 Maja 14                           | pojedyncze drzewo | modrzew europejski            | 258                       | 473    | 1996        |         |
| 6. | przy ul. Pocztowej                               | pojedyncze drzewo | jesion wyniosły               | 305                       | 472    | 1996        |         |
| 7. | park Rogera Goemaere, przy ul. Moniuszki         | pojedyncze drzewo | jesion wyniosły               | 410                       | 471    | 1996        |         |
| 8. | park Rogera Goemaere, przy ul. Moniuszki         | pojedyncze drzewo | jesion wyniosły               | 550                       | 470    | 1996        |         |
| 9. | plac Grunwaldzki                                 | głaz narzutowy    | granit rapakiwi               | 1000                      | 151    | 1964        |         |

### Wykaz portów żeglarskich

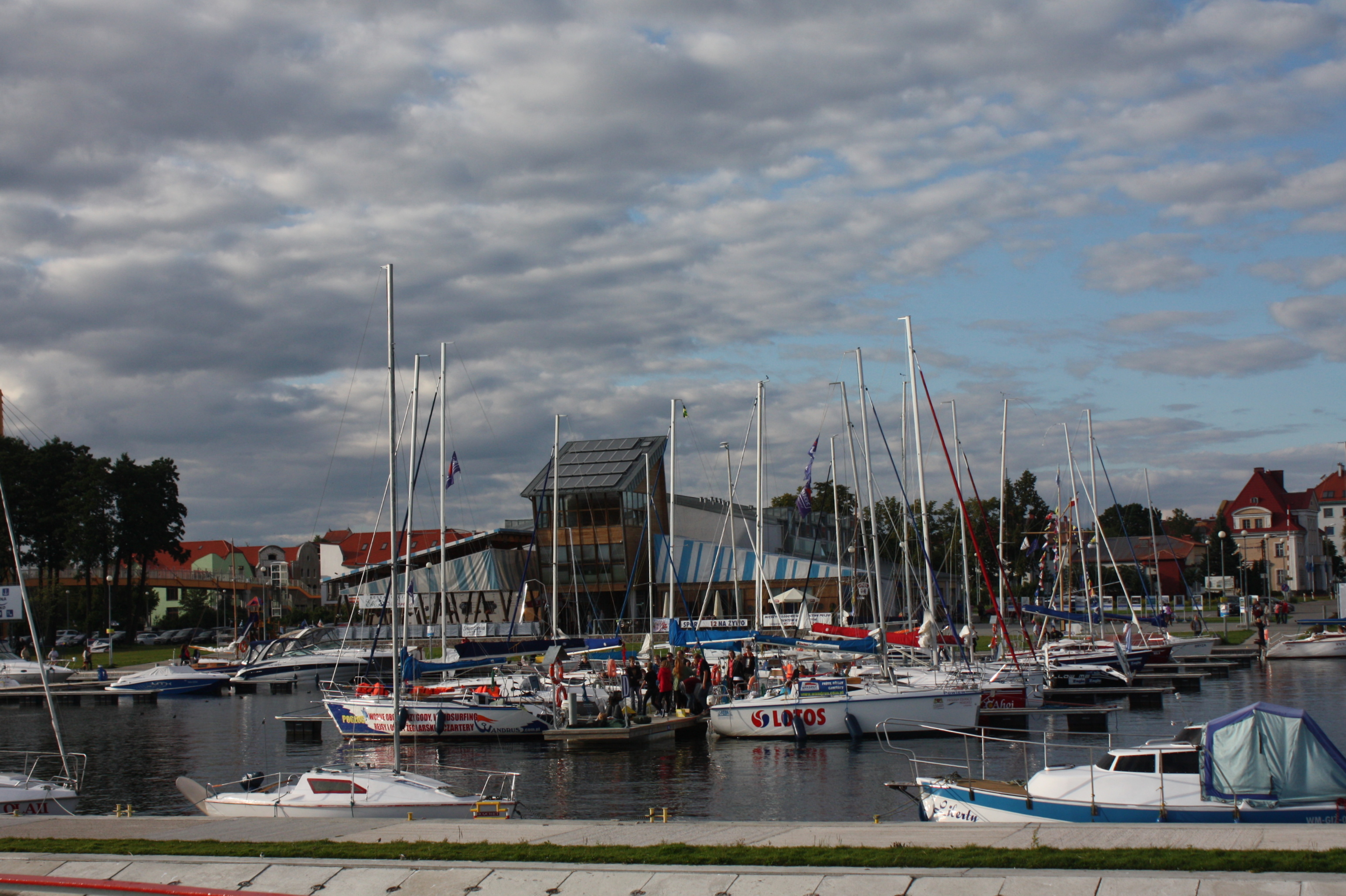
Port Giżycko

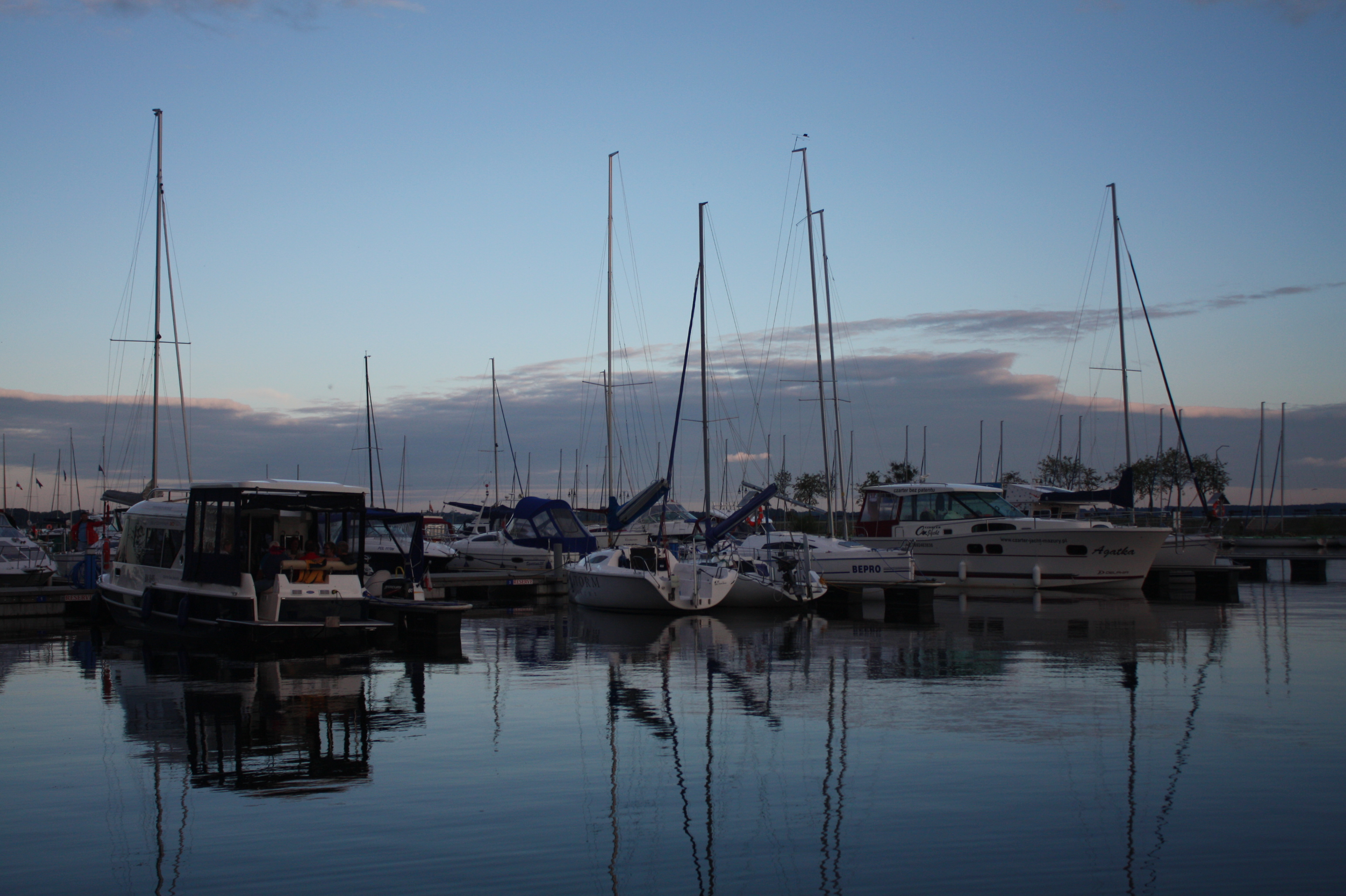
Eko Marina, jedna z przystani jachtowych w Giżycku

- Almatur – Międzynarodowe Centrum Żeglarstwa i Turystyki Wodnej
- COS – Centralny Ośrodek Sportu
- Dalba
- Ekomarina Giżycko – Miejski Ośrodek Sportu i Rekreacji
- Międzyszkolna Baza Sportów Wodnych
- Ośrodek Żeglarski LOK
- Przystań Sailor Piękna Góra
- Zamek
- Stanica wodna Stranda
- Port Tajty – Wilkasy nad jez. Tajty
- Hotel Port Helena – Port Royal
- Port przy Resorcie Niegocin w Wilkasach

## Sport

### Giżyckie kluby sportowe
- MTS Giżycko (piłka ręczna)
- GKS Mamry Giżycko (piłka nożna)
- Giżycki Klub Karate Kyokushin (sztuki walki)
- MKS Medyk Giżycko (pływanie)
- MOSiR Mamry Giżycko (zapasy)
- Hodokan Dojo Aikido Giżycko (sztuki walki)
- KS Taekwondo Giżycko (sztuki walki)
- Instytut Krav maga Giżycko (sztuki walki)
- Sekcja Żeglarska UKS Mustang (sporty wodne)
- Uczniowski Klub Żeglarstwa Regatowego Niegocin (sporty wodne)
- Międzyszkolna Baza Sportów Wodnych (sporty wodne)
- Masters Giżycko – Towarzystwo Kolarskie (kolarstwo)
- Klub Płetwonurków Płetwal (sporty wodne)
- Brydż sportowy Sekcja MOSiR (gry karciane)
- Giżycki Klub Wing Tsun (sztuki walki)
- Klub Sportowy MOSiR Giżycko (piłka siatkowa)
- UKS Short-Track MOSiR Giżycko (short track)

### Sportowcy
- Adam Łożyński (windsurfing, żeglarstwo)
- Karol Jabłoński (żeglarstwo, żeglarstwo lodowe)
- Daniel Łukasik (piłka nożna)
- Łukasz Broź (piłka nożna)
- Marcin Budziński (piłka nożna)
- Karolina Siódmiak (piłka ręczna, reprezentantka Polski)
- Jakub Kochanowski (siatkarz, reprezentant Polski)
- Dominik Kun (piłka nożna)
- Marcin Malczyk (koszykówka)

## Miasta partnerskie

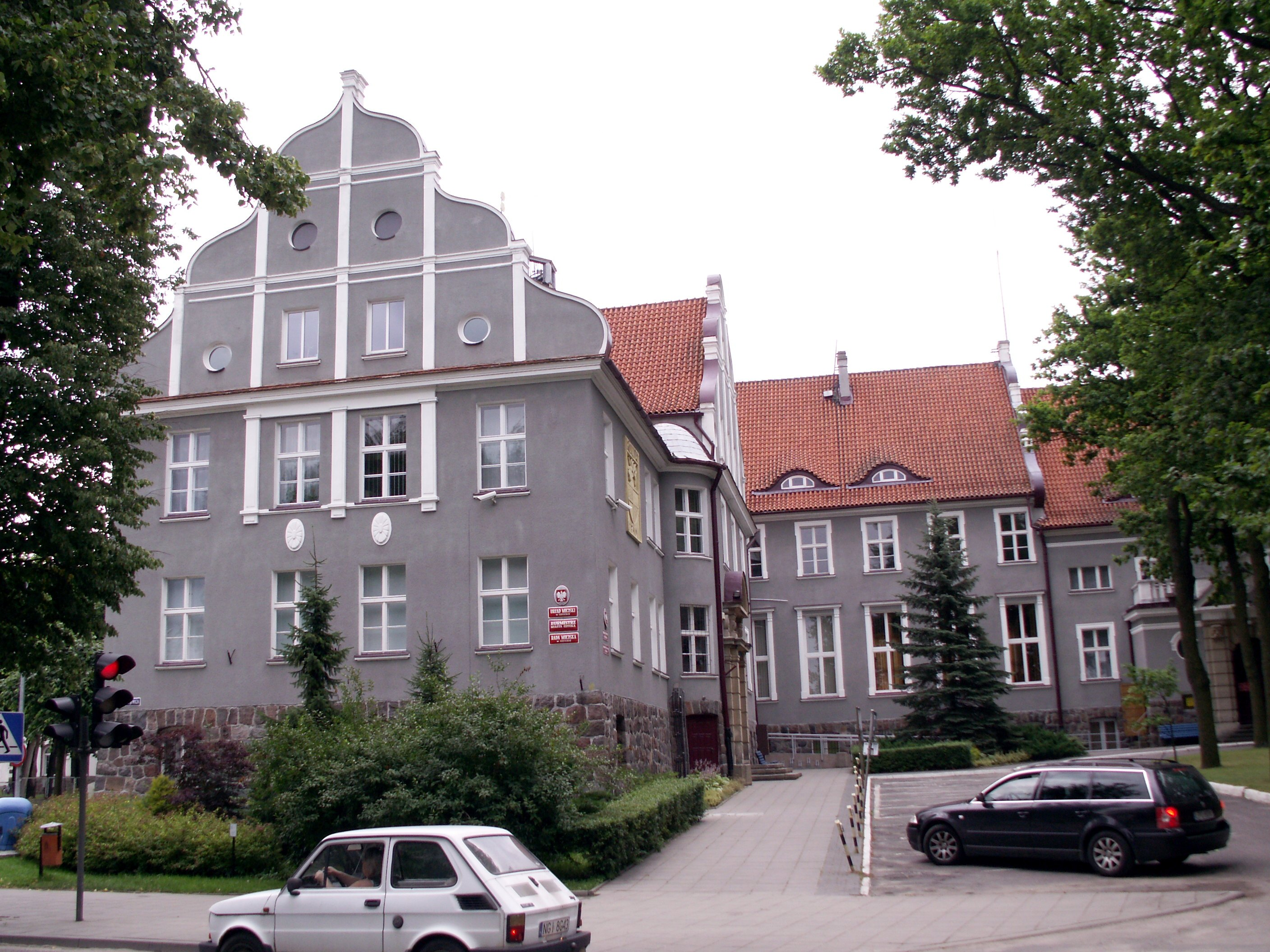
Urząd Miejski

- Dubno
- Troki
- Grodzisk Mazowiecki
- Querfurt
- Neumünster
- Varėna
- Ghazni